# Bitwa o Monte Cassino

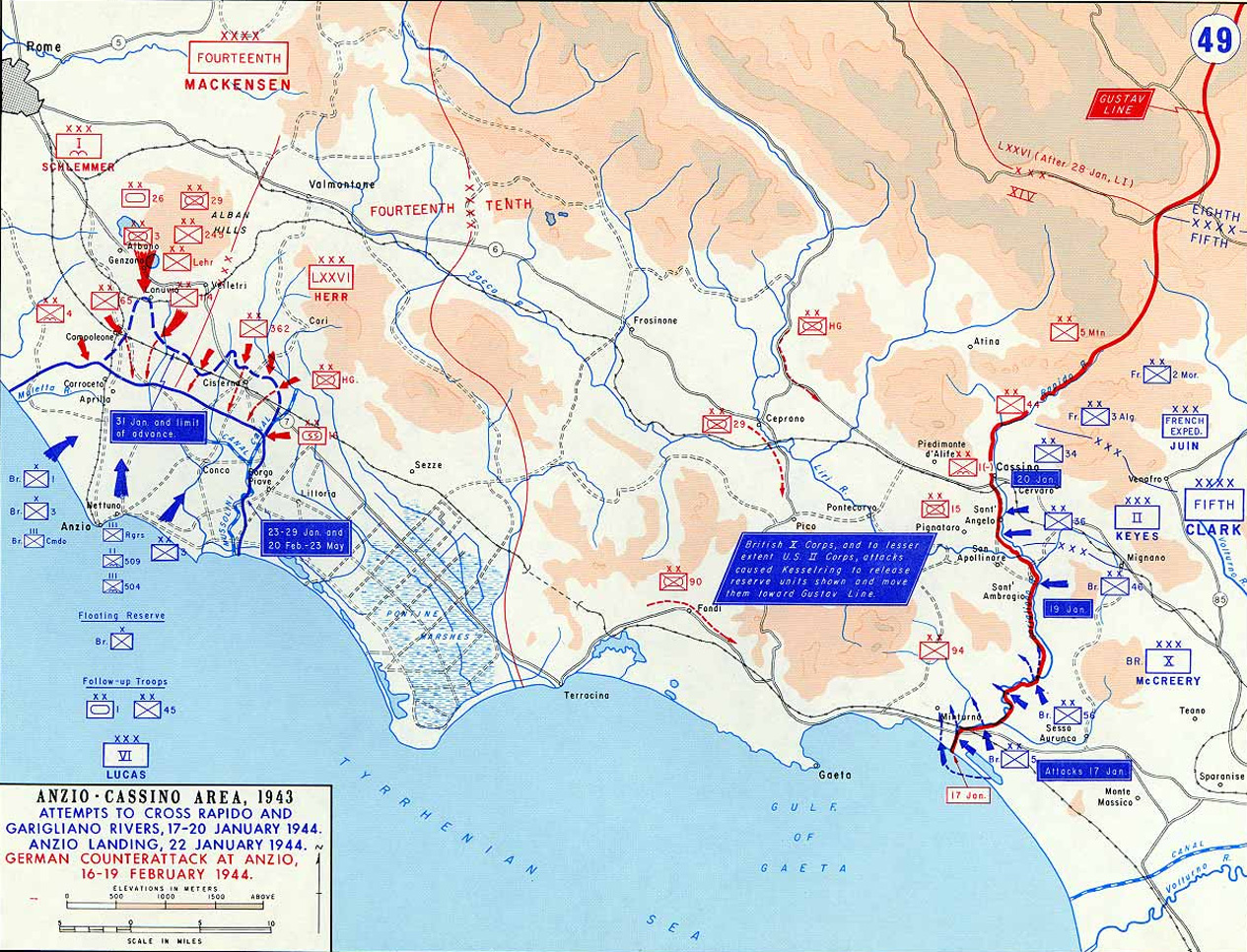
Sytuacja w rejonie Anzio-Monte Cassino w styczniu 1944

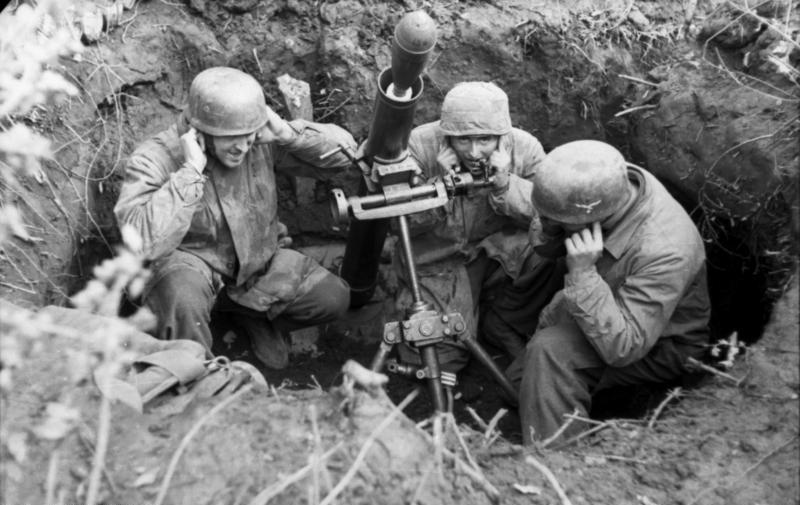
Niemieccy spadochroniarze z moździerzem na pozycji

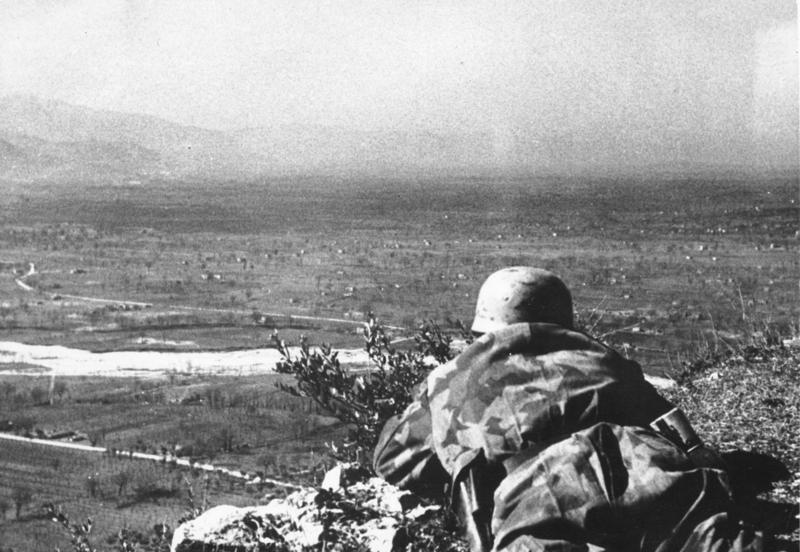
Niemcy mieli doskonały wgląd w doliny

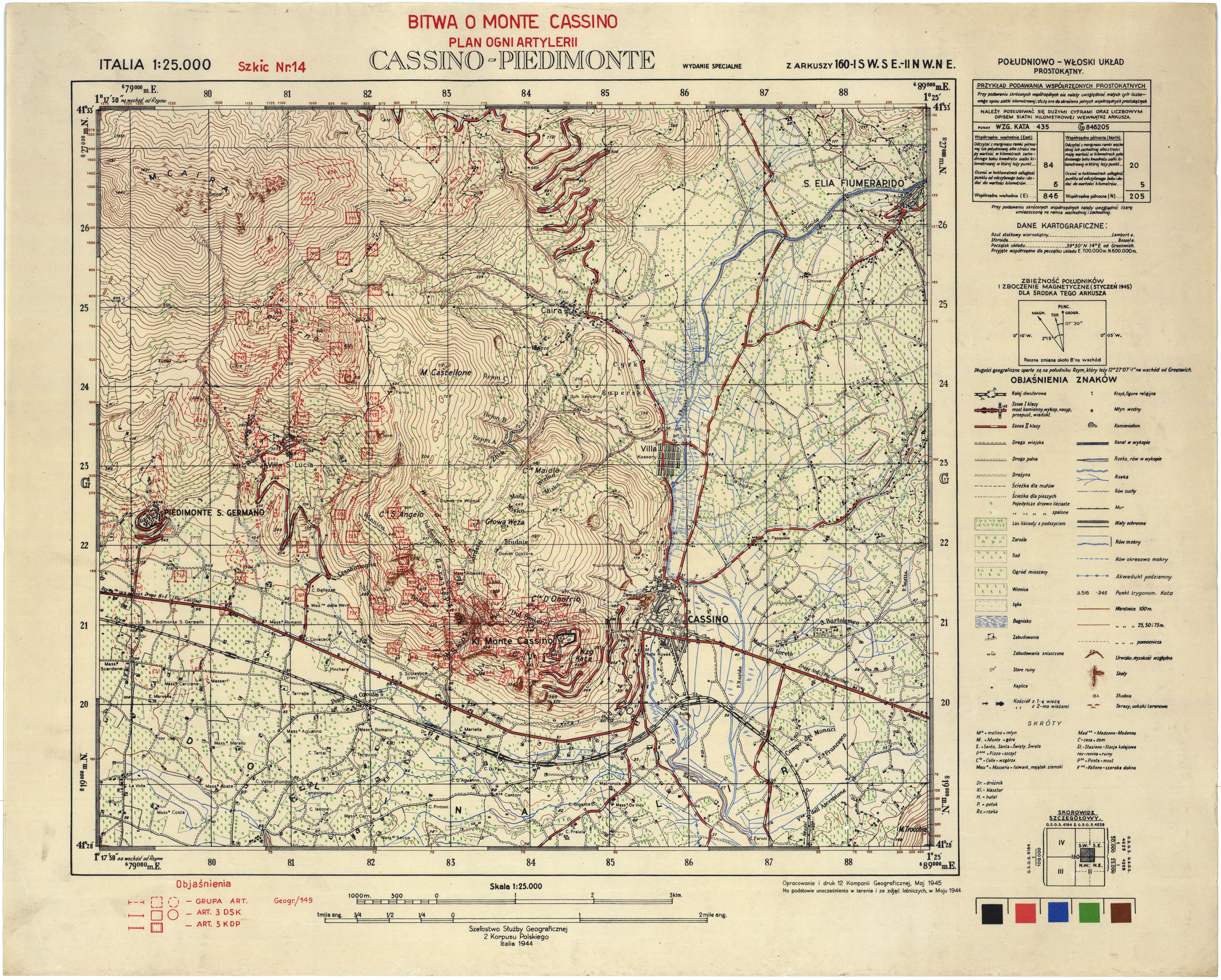

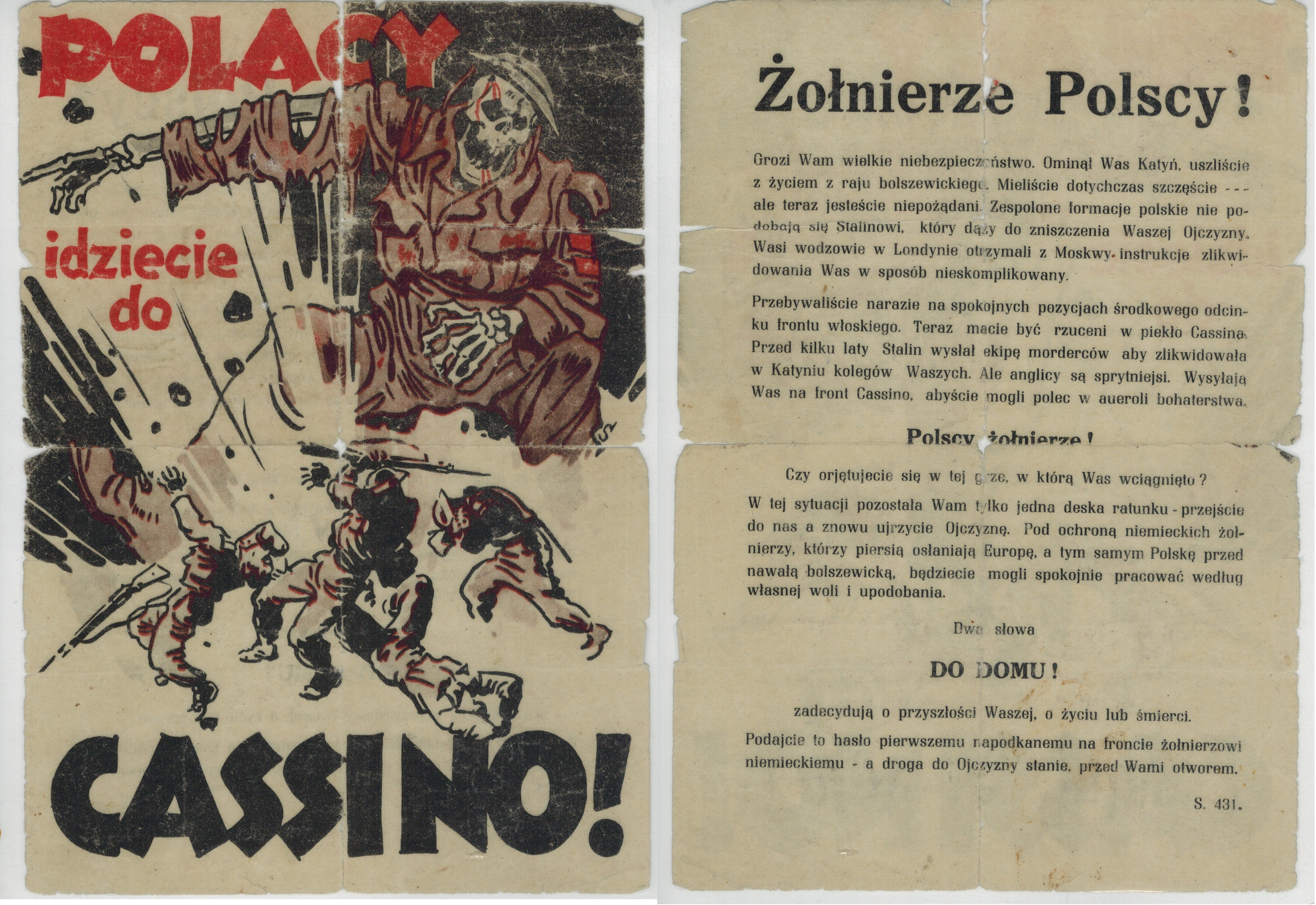
Niemiecka ulotka propagandowa

Bitwa o Monte Cassino (zwana także bitwą o Rzym) – w rzeczywistości cztery bitwy stoczone przez wojska alianckie z Niemcami, które miały miejsce w 1944 roku w rejonie klasztoru na Monte Cassino. Bitwa ta uznawana jest za jedną z najbardziej zaciętych w czasie II wojny światowej. Brytyjski historyk Matthew Parker napisał: Bitwa o Cassino – największa lądowa bitwa w Europie – była najcięższą i najkrwawszą z walk zachodnich aliantów z niemieckim Wehrmachtem na wszystkich frontach drugiej wojny światowej. Po stronie niemieckiej wielu porównywało ją niepochlebnie ze Stalingradem.
Po udanych lądowaniach aliantów w Kalabrii, Tarencie i Salerno na początku września 1943 roku i po kapitulacji Włoch w tym samym miesiącu siły niemieckie zaczęły powoli wycofywać się w kierunku północnym. Sprawnie dowodzone wojska niemieckie, opierając się na dwóch improwizowanych liniach obrony, prowadziły działania opóźniające ofensywę aliancką, przygotowując w tym czasie linię Gustawa – silnie ufortyfikowany i trudny do zdobycia pas umocnień obronnych przebiegający w najwęższym miejscu Półwyspu Apenińskiego. Feldmarszałek Luftwaffe Albert Kesselring, któremu 6 listopada 1943 roku powierzono dowodzenie wszystkimi siłami niemieckimi we Włoszech, obiecał Hitlerowi utrzymanie tej linii przez przynajmniej sześć miesięcy.
Usytuowane na silnych pozycjach obronnych, w terenie, który wyraźnie sprzyjał obrońcom i w którym niemal niemożliwe było wykorzystanie sił pancernych, wojska generałów Heinricha von Vietinghoffa i Fridolina von Sengera bez trudu odpierały serie uderzeń wojsk alianckich w okresie od stycznia do maja 1944 roku. Ostatecznie linie niemieckie zostały przełamane 18 maja zarówno dzięki natarciom Francuskiego Korpusu Ekspedycyjnego, 2 Korpusu Polskiego oraz brytyjskiej 78 Dywizji, jak i wyczerpaniu sił i środków 10 Armii niemieckiej, która tego dnia rano zaczęła wycofywać swoje frontowe oddziały.

## Tło historyczne
Po lądowaniu aliantów na Sycylii w 1943 roku sytuacja Włoch stała się bardzo trudna. III Rzesza zmuszona była wesprzeć niepewnego sojusznika na nowym froncie, a po kapitulacji marszałka Badogliego – rozpoczęła okupację kraju. Mimo to alianci zdołali wylądować pod Salerno, zająć Neapol i od tego momentu posuwali się wolno na północ. Po zachodniej stronie Apeninów, wzdłuż brzegów Morza Tyrreńskiego poruszały się oddziały amerykańskiej 5 Armii generała-porucznika Marka Clarka, zaś po wschodniej stronie pasma, wzdłuż wybrzeża Adriatyku, 8 Armia brytyjska generała Bernarda Montgomery’ego. Naczelne dowództwo nad siłami alianckimi we Włoszech sprawował generał (od października 1944 roku marszałek) Harold Alexander.
Przez wieki obrona Włoch przed najeźdźcami z południa koncentrowała się w przejściu na Rzym pod Monte Cassino, pomiędzy pasmami gór przecinającymi Włochy, zajmującymi obszar od Gaety po Ortonę. Wiele lat studiowano to zagadnienie na włoskich wyższych uczelniach wojskowych. Wojskowi niemieccy potwierdzili, że „ten, kto ma masyw Monte Cassino, jest panem!”.
Niemcy, mając przed sobą atakujące armie alianckie, natychmiast przystąpili do przeciwdziałania. Marszałek polny Luftwaffe Albert Kesselring, zdając sobie sprawę ze strategicznego znaczenia doliny rzeki Liri oraz flankujących ją wzgórz na północny wschód i południowy zachód od Monte Cassino, rozkazał dowódcy saperów generałowi Hansowi Bessellowi zbudować głęboki pas umocnień, nazwany linią Gustawa. Umocnień tej linii broniła składająca się z wielu jednostek niemiecka 10 Armia, którą dowodził generaloberst Heinrich von Vietinghoff, przy czym najważniejszy jej odcinek obsadziły dwie doborowe jednostki lądowe Luftwaffe: 1 Dywizja Strzelców Spadochronowych (dowódca Richard Heidrich) i 1 Dywizja Pancerno-Spadochronowa „Hermann Göring” (dowódca Wilhelm Schmalz, który za działania na tym odcinku 23 grudnia otrzymał Liście Dębu do Krzyża Rycerskiego).
Podejmowane kilkakrotnie, od 17 stycznia 1944 roku, próby zdobycia umocnień przez wojska sprzymierzonych spełzły na niczym. Droga na Rzym była zamknięta.
Również próba ominięcia Monte Cassino poprzez desant pod Anzio nie przyniosła spodziewanych rezultatów – aliantom udało się łatwo utworzyć 22 stycznia 1944 roku przyczółek, ale nie potrafili wykorzystać momentu zaskoczenia. Niemcy w krótkim czasie zdołali ściągnąć znaczne siły (14 Armia, dowódca generaloberst Eberhard von Mackensen) i zatrzymać Amerykanów i Brytyjczyków, którzy nie osiągnęli wyznaczonych celów i okrążenie wojsk niemieckich nie powiodło się. Przed zepchnięciem wojsk sprzymierzonych do morza ocaliły je ciężkie bombardowania lotnicze i działa artylerii okrętowej wstrzymującej niemieckie kontruderzenia. W tej sytuacji dowództwo alianckie postanowiło wznowić ataki na linię Gustawa, usiłując sforsować nurt rwącej rzeki Rapido i zdobyć leżące na drodze nr 6 niewielkie miasto Cassino.

## Przebieg pierwszych operacji
Ataki prowadzono w trzech fazach, ale wszystkie uderzenia zakończyły się ich klęską. Wspomagani przez włoskich ochotników (mulników i nosicieli-zaopatrzeniowców) żołnierze wojsk alianckich atakowali pozycje obrońców bez wcześniejszego rozpoznania terenu i przy pełnej ignorancji dowódców, którzy zdawali się nie widzieć tego, że przeciwnik zdołał doskonale przygotować własne stanowiska, nie dając nacierającym najmniejszych szans na osiągnięcie sukcesu. Umocnienia nie były jedną linią, lecz całym systemem linii ze stanowiskami zaplanowanymi tak, by można było przeprowadzać kontrataki na utraconych obszarach, także wstecz, w głąb własnych (już zdobytych przez przeciwnika) pozycji.

### Pierwsze natarcie
17 stycznia komandosi z 1 Samodzielnej Kompanii Komandosów mjr. Władysława Smrokowskiego, współpracując z brytyjską 56 Dywizją Piechoty, opanowali jedno ze wzgórz pasma Monti Aurunci wznoszącego się nad doliną rzeki Garigliano. Sąsiednie wzgórze zajęte zostało w tym samym czasie przez 40 Royal Marines Commando. Tym samym komandosi dokonali dywersji na dalekich tyłach wroga na północny wschód od Suio. Były to jednak działania o marginalnym znaczeniu, po których komandosów wycofano na tyły, a 1 Samodzielna Kompania została rozwiązana i włączona w skład 2 Korpusu Polskiego.
Dla odciążenia zagrożonych zepchnięciem do morza przez XIV Armię niemiecką wojsk sprzymierzonych pod Anzio, 22 stycznia wieczorem uderzyli frontalnie, na oślep, Amerykanie. II Korpus (dowódca gen-por. Geoffrey Keyes) 5 Armii rzucił na Cassino i dolinę rzeki Liri 36 Teksańską Dywizję Piechoty.

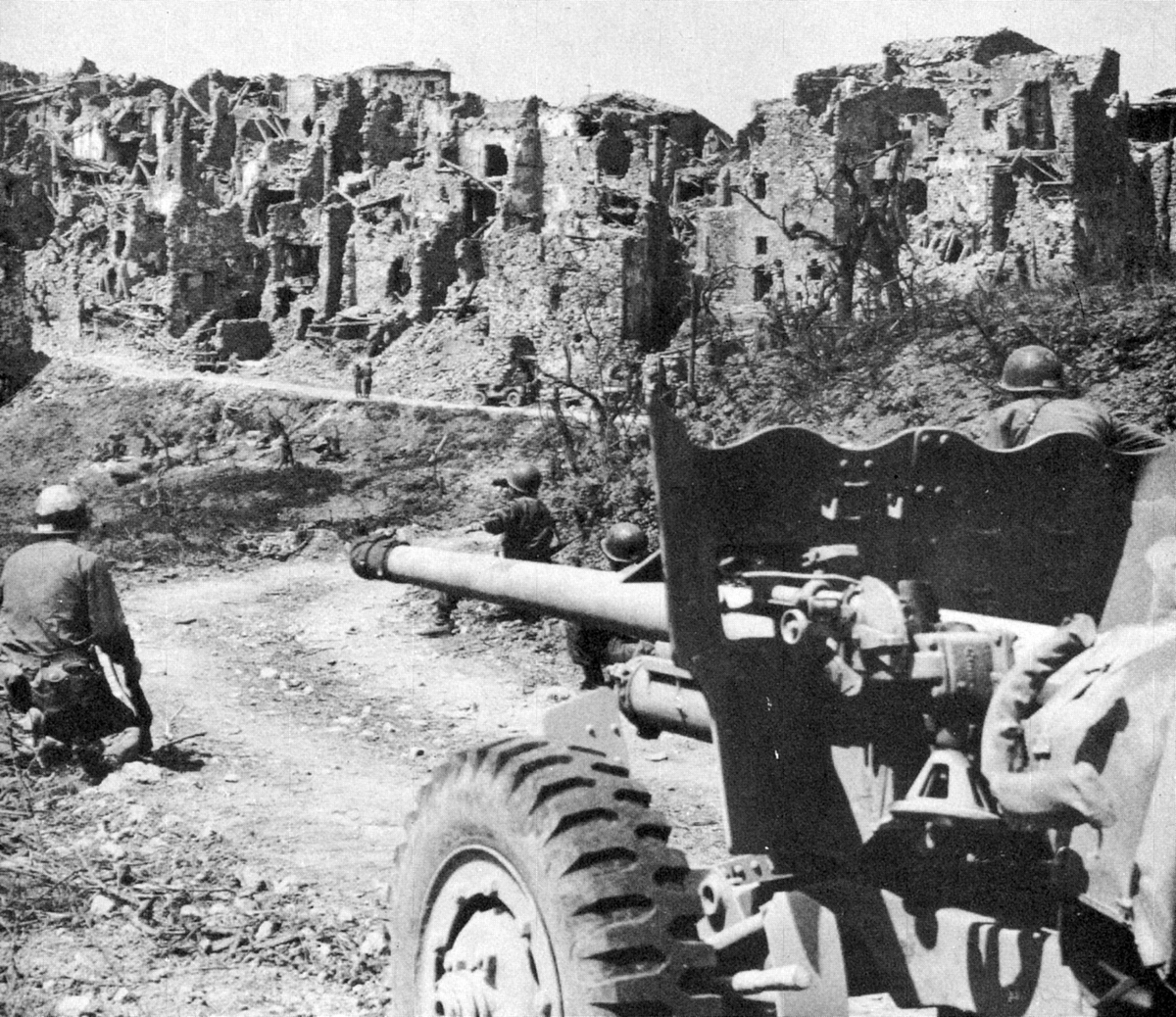
Piechota amerykańska w walkach o Góry Auruncyjskie (wieś Santa Maria Infante)

W sztabach zakładano, że jeśli uda się włamać na głębokość 4 kilometrów w głąb linii niemieckiej obrony w okolicach „San Angelo”, powinno to otworzyć szeroki dostęp do doliny Liri, a tym samym udrożnić drogę na Rzym. Tymczasem forsowanie wąskiej (od 8 do 19 metrów), lecz rwącej rzeki Rapido, której prawy brzeg był wysokim na 4-12 metrów urwiskiem, nie powiodło się. Wezbrana deszczami rzeka stanowiła przeszkodę nie do przebycia, a główne umocnienia niemieckie znajdowały się na wysoko położonym terenie około 1000 metrów za jej zachodnim brzegiem. Żołnierze ginęli w nurtach rzeki (prąd porywał gumowe łodzie, a ogień artylerii niemieckiej zrywał drewniane kładki), na gęsto rozmieszczonych tu minach i od huraganowego ognia artylerii przeciwnika. Ci, którzy zdołali się przeprawić, znaleźli się pod zmasowanym ostrzałem ze wszystkich rodzajów broni. Próbowano ich osłaniać pociskami dymnymi, ale to przynosiło efekty przeciwne od zamierzonych: zasłona dymna uniemożliwiała wskazywanie celów własnym obserwatorom artyleryjskim, zaś niemieccy strzelcy wyborowi podpełzali pod jej osłoną do stanowisk Amerykanów, wybijając żołnierza po żołnierzu. Pod wieczór straty 36 DP wyniosły 1681 ludzi i szturm trzeba było przerwać. Dowódca dywizji, gen. Fred L. Walker, napisał po wojnie:

Spodziewałem się, że Clark i Keyes będą chcieli na mnie zrzucić odpowiedzialność za własną głupotę. Przyjechali dziś do mej kwatery we wcale niezłych humorach. Clark powiedział, że niepowodzenie 36. dywizji w forsowaniu Rapido jest tak samo jego błędem, jak i każdego innego dowódcy, ale on przynajmniej wiedział jak trudne jest to zadanie. Dodał, że teraz będzie atakował wzgórza na północ od Cassino... Powinien był to zrobić na samym początku.

Jeszcze większe straty ponieśli szturmujący na prawym skrzydle „Goumiers” (tak nazywano Marokańczyków z Francuskiego Korpusu Ekspedycyjnego gen. Alphonse’a Juin), którzy zdołali jednak wedrzeć się dość głęboko w pas pozycji niemieckich. 9. kompania 4 Pułku Tunezyjskiego poszła do ataku na bagnety, otworzyła drogę dla dwóch batalionów, ale z kompanii wróciło tylko trzech podoficerów i piętnastu żołnierzy. 27 stycznia pułk stracił 1,5 tys. żołnierzy (w tym 150 Francuzów – oficerów i podoficerów), a w konsekwencji praktycznie przestał istnieć. Nieznaczne postępy odnotowały trzy dywizje X Korpusu 8 Armii Brytyjskiej próbujące forsować rzekę Garigliano w dniach 18–23 stycznia.
11 lutego do natarcia mijającego Monte Cassino od północnego wschodu wysłano amerykańską 34 Dywizję Piechoty gen. Charlesa W. Rydera mającą zaatakować kluczowe wzgórze Monte Calvario („593”) oraz – poprzez „Monte Castellone” – zagłębienie „Gardziel” i farmę „Massa Albaneta”. Pozycje te były obsadzone przez doborowe bataliony niemieckiej 1 Dywizji Pancerno-Spadochronowej „Hermann Göring”.

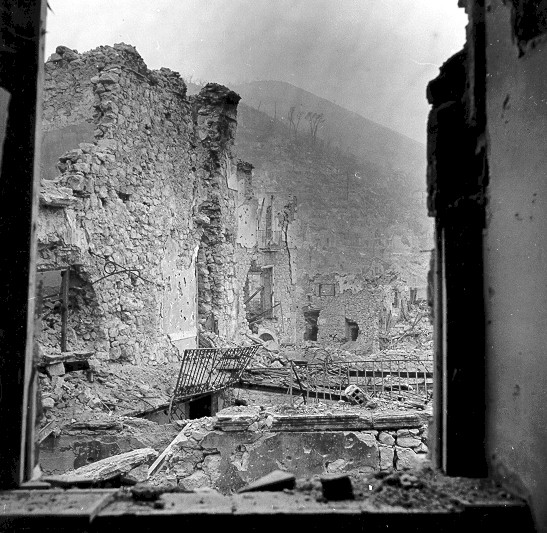
Ruiny miasteczka Cassino w czasie walk

Jako pierwszy cel ataku gen. Ryder wybrał zrujnowane baraki koszar armii włoskiej (w czasie I wojny światowej był to obóz jeniecki, tzw. Villa) położone nad rzeką Rapido, w odległości około 3 km na północny wschód od Cassino. Rapido była w tym miejscu nieco szersza (około 30 m) i płytsza, a w dodatku osłaniał ją masyw wzgórza klasztornego, co w pewnym stopniu zabezpieczało przed bezpośrednim ogniem nieprzyjaciela. Dwa kilometry dalej zaczynały się wzniesienia: wzgórza „56” i „213”.
Ryder zamierzał skierować część swych sił na miasto Cassino, by utworzyć przyczółek do późniejszego ataku na wzgórze klasztorne, a pozostałymi oddziałami zająć „Monte Castellone”, dziki szczyt odległy około 5 km od Villi. Po jego opanowaniu żołnierze mieli uderzać na południowy zachód, by wyjść nad dolinę Liri kilka kilometrów na północ od Monte Cassino.
Tymczasem okazało się, że nawet pierwszy cel ataku – Villa – był niezwykle trudny do zdobycia. W ruinach koszar pełno było betonowych schronów bojowych, a przedpola zaminowano. Nocny atak był serią porażek: miny dziesiątkowały piechotę, błoto spowalniało postępy czołgów, a ogień karabinów maszynowych z ruin koszar i dział zza wzgórz uniemożliwiał jakikolwiek manewr.
Na skutek ciężkich strat 34 DP (np. w 1. i 3. batalionie 141. pułku pozostało zaledwie 9% początkowych stanów; podobnie było w 142. pułku), 12–13 lutego zastąpiła ją amerykańska 36 DP, która odpierała niemieckie kontruderzenie na „Monte Castellone”, tym razem zakończone niepowodzeniem obrońców (Niemcy stracili ok. 150 żołnierzy). 36 DP zajmowała stanowiska na „Monte Castellone” do 20 lutego, do którego to dnia sam tylko 2. batalion 135. pułku stracił 7 oficerów i 197 żołnierzy.
Na skutek poniesionych strat alianci musieli wycofać z linii pięć dywizji (36. i 34. amerykańskie, 56. i 5. brytyjskie oraz 3. algierską).

### Zbombardowanie klasztoru

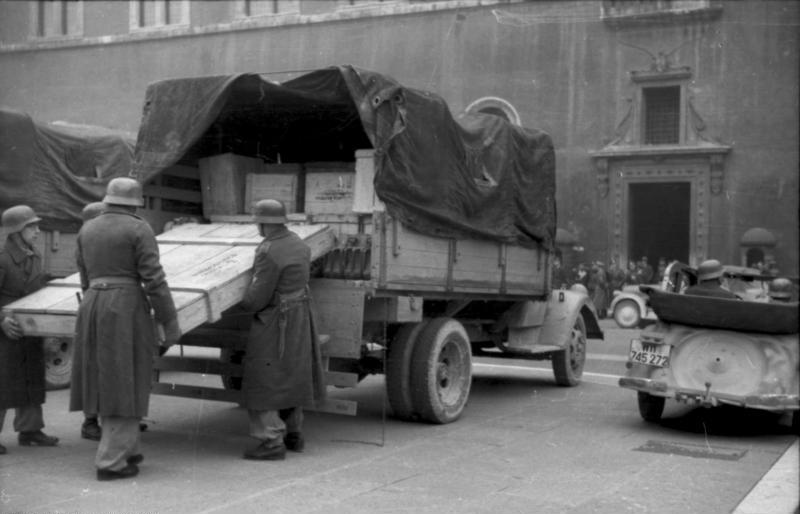
Załadunek dzieł sztuki i ich ewakuacja przed zbombardowaniem klasztoru

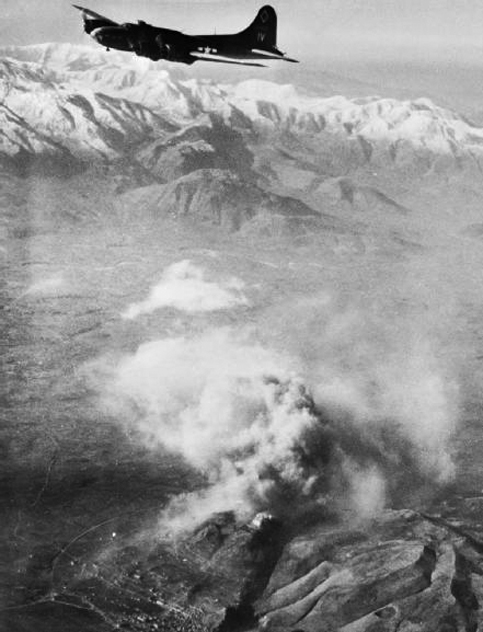
Bombardowanie w dniu 15 lutego 1944

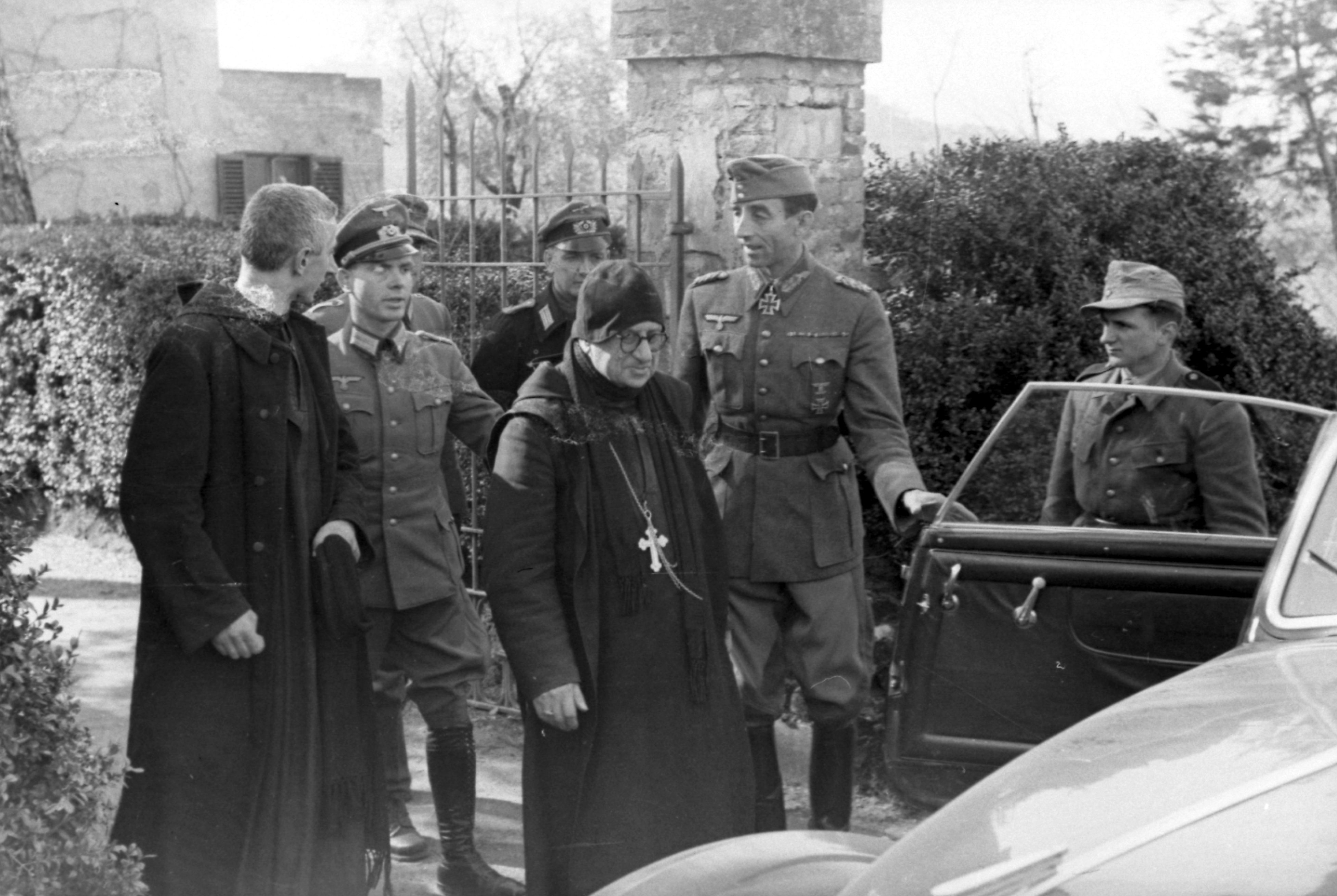
Ewakuacja opata Gregorio Diamare 17 lutego 1944 roku; z prawej gen. von Senger

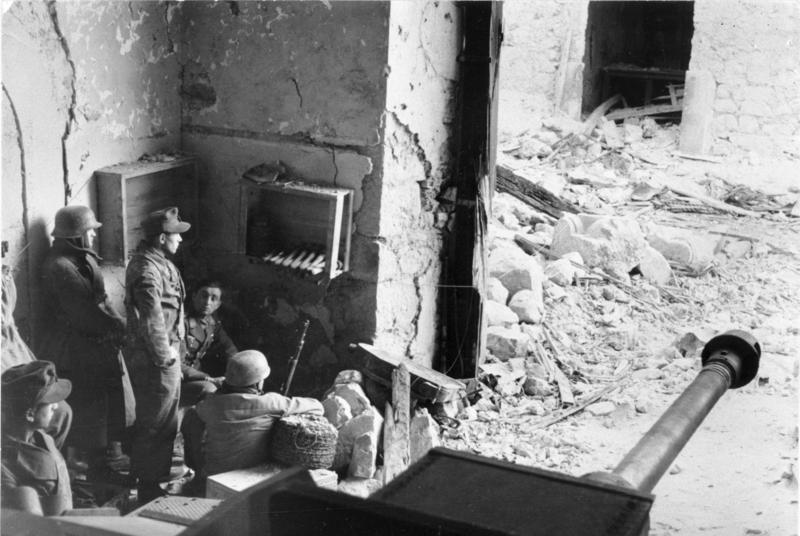
Niemieccy spadochroniarze w zbombardowanym klasztorze

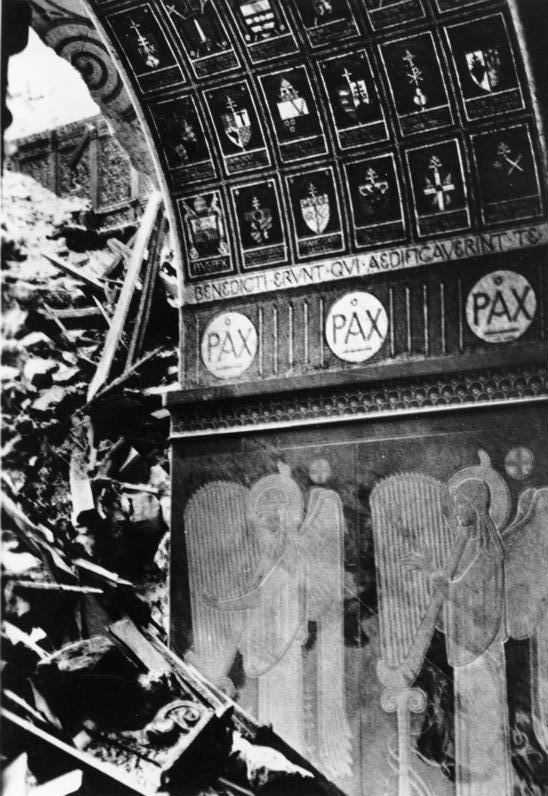
Zniszczona bazylika opactwa – marzec 1944

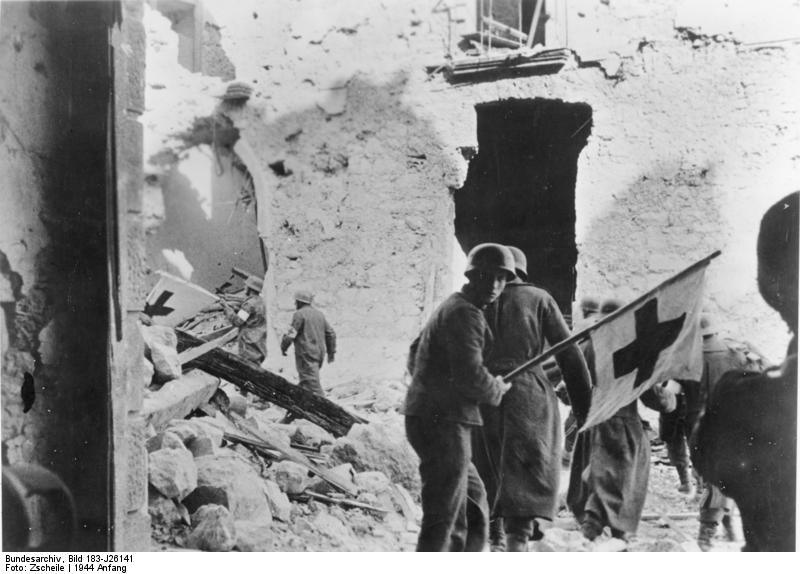
Krótka przerwa w walce: zbieranie rannych

Jeszcze przed desantem na Sycylii, 10 czerwca 1943 roku Kolegium Szefów Sztabów (CCS) upominało generała Eisenhowera, by „bez względu na okoliczności operacyjne wszystkie instytucje religijne, kościoły, archiwa i pomniki przeszłości [we Włoszech] były chronione”. Gdy Naczelne Dowództwo Sił Alianckich (AFHQ) uzyskało 19 czerwca pozwolenie na bombardowanie celów militarnych w pobliżu Rzymu, upomnienie to powtórzono, na co Eisenhower odpowiedział, że akcje będą prowadzone „z zachowaniem ostrożności w odniesieniu do dzieł sztuki i pomników historii. Dowódcy sił morskich, lądowych i powietrznych otrzymali w tej sprawie instrukcje i wykazali całkowite zrozumienie dla maksymalnego ograniczania niepotrzebnych i dających się uniknąć zniszczeń”.
Nie udało się oczywiście uniknąć trafień, ale – jak pisał 3 stycznia 1944 roku ppłk Robert Raymond, oficer łącznikowy artylerii przy dowództwie 5 Armii – „jakiekolwiek zniszczenia wyrządzone przez ogień naszej artylerii były przypadkowe, jako że dowódcy wiedzą i rozumieją, że kościołów i innych budowli sakralnych atakować nie wolno”.
Jesienią 1943 roku rozpoczęły się prace przy budowie umocnień linii Gustawa. W połowie listopada Hitler kazał włączyć wzgórze klasztorne w system obronny (w opactwie przebywało wówczas 70 zakonników i rosnąca z dnia na dzień liczba cywilnych uchodźców). 10 października mury klasztorne zostały nieznacznie uszkodzone podczas bombardowania miasta Cassino przez samoloty alianckie. W tym samym dniu niemiecki myśliwiec zahaczył skrzydłem o kabel kolejki linowej łączącej miasto z opactwem, co spowodowało zniszczenie samolotu i kolejki; od tego czasu jedyną nitką komunikacji stała się stroma, wijąca się droga blisko 10-kilometrowej długości. Na szczycie było coraz trudniej o wodę.
Cztery dni po tym pierwszym, przypadkowym zbombardowaniu klasztoru, na Monte Cassino przybyło kilku niemieckich oficerów (w tym podpułkownik Julius Schlegel i kapitan-chirurg Maximilian Becker z 1 Dywizji Pancernej), którzy zapowiedzieli, że są gotowi pomóc w ewakuacji skarbów kultury nagromadzonych w klasztorze. Opat, biskup Gregorio Diamare, był zdziwiony: „jeśli obie walczące strony gwarantują, że będą chronić skarby kultury, cóż złego może przytrafić się temu świętemu miejscu?”. Oficerowie wyjaśnili, że opactwo jest zagrożone ze względu na swe położenie. Wzgórze będzie fragmentem linii obronnej i klasztor może ulec uszkodzeniu, a nawet zniszczeniu, gdy w najbliższym otoczeniu rozpoczną się walki. Następnego dnia wjechały na szczyt samochody ciężarowe i rozpoczęła się ewakuacja skarbów do Rzymu (a w rzeczywistości do Spoleto, o czym zakonników nie poinformowano). Klasztor opuścili prawie wszyscy zakonnicy i większość uchodźców. Pozostali tylko opat, pięciu zakonników, pięciu braci świeckich i ok. 150 cywilów.
Na początku stycznia Niemcy ewakuowali wszystkich cywilów z wyjątkiem 2-3 rodzin i kilku chorych. Opat, proszony o opuszczenie klasztoru, odmówił. Tymczasem sytuacja uległa pogorszeniu. Parcie niemieckiej 14 Armii na przyczółek pod Anzio zmusiło aliantów do ponowienia ataków na linię Gustawa. Krwawa łaźnia, jakiej doświadczyli w styczniu Amerykanie, przyspieszyła decyzję dowództwa 5 Armii (na tym etapie działań atakiem dowodził gen. Clark) o wprowadzeniu do linii korpusu pod dowództwem nowozelandzkiego generała Bernarda Freyberga, który po naradzie z dowódcą 4 Dywizji Hinduskiej oświadczył, że nie pośle swych żołnierzy na linię, dopóki klasztor nie zostanie zbombardowany.
14 lutego nad klasztorem eksplodowały pociski z ulotkami, które informowały, po włosku i po angielsku:

Włoscy Przyjaciele, uważajcie: do tej pory szczególnie staraliśmy się uniknąć bombardowania klasztoru na Monte Cassino. Niemcy wiedzą jak na tym skorzystać. Ale teraz walki coraz bardziej zbliżają się do tego uświęconego miejsca. Nadszedł czas, kiedy musimy wycelować nasze działa w sam klasztor. Udzielamy wam ostrzeżenia, abyście mogli się uratować. Ostrzegamy was usilnie: opuśćcie klasztor. Opuście go natychmiast. Zastosujcie się do tego ostrzeżenia. To dla waszego dobra.

Tego samego dnia gen. Alexander oświadczył, że klasztor może zostać zbombardowany, jeśli Freyberg uzna to za militarną konieczność. Freyberg taką konieczność oczywiście potwierdził i następnego dnia 256 nadlatujących falami alianckich bombowców (B-17, B-25 i B-26) zrzuciło na Monte Cassino 576 ton bomb, zamieniając zabytkowy klasztor (zbudowany w roku 529) w stos gruzów (co tylko ułatwiło sytuację Niemcom, bowiem nie zostały zniszczone grube mury przyziemia i liczne pomieszczenia poniżej poziomu gruntu, które po bombardowaniu stały się silnymi punktami obrony niemieckich spadochroniarzy).

Opat pozwolił ewakuować się dopiero 17 lutego 1944 roku, a dzień później powiedział gen. Sengerowi: 

Generale, uznałeś opactwo Montecassino za strefę chronioną, zakazałeś wchodzić na jego teren żołnierzom niemieckim i wyznaczyłeś linię, poza którą nie mogło być broni ani punktów obserwacyjnych. Czuwałeś nad ścisłym przestrzeganiem tych rozkazów. Potwierdzam, że do chwili zburzenia Montecassino nie było w opactwie niemieckich żołnierzy, ich broni, ani innych instalacji militarnych.

Wszyscy, którzy widzieli film nakręcony podczas bombardowania i zdjęcia lotnicze zrujnowanego klasztoru, byli w szoku. Zniszczenie tego miejsca odbiło się szerokim echem na całym świecie. Powszechnie uznawano to za szczyt głupoty i barbarzyństwa. Generał brytyjski J.F.C. Fuller nazwał bombardowanie „aktem czystej głupoty”. Być może wpłynęło to na decyzję Kesselringa o oszczędzeniu Rzymu, Wenecji i innych włoskich miast o wyjątkowym znaczeniu.

### Drugie i trzecie natarcie

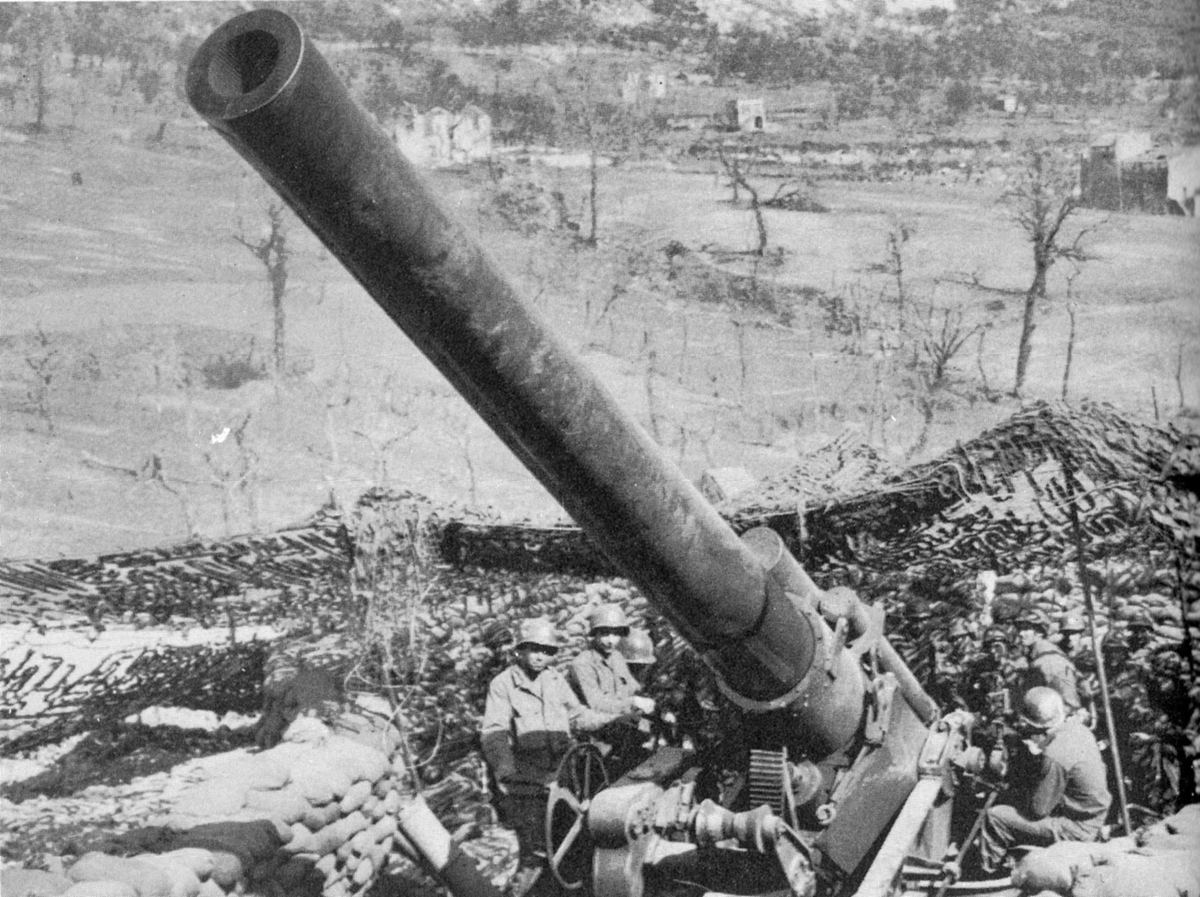
Amerykańska ciężka haubica pod Monte Cassino

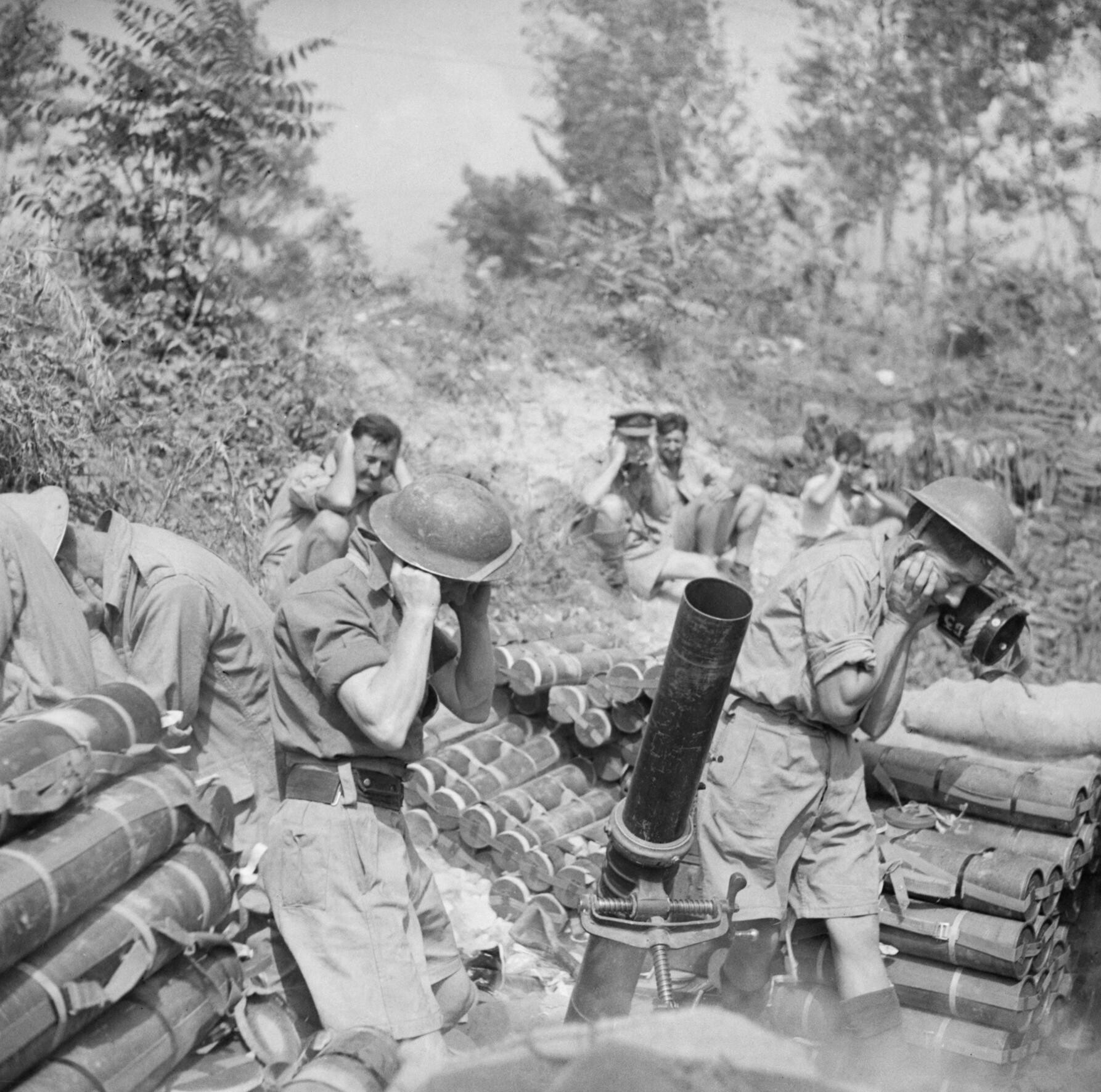
Brytyjski moździerz ostrzeliwuje pozycje niemieckie

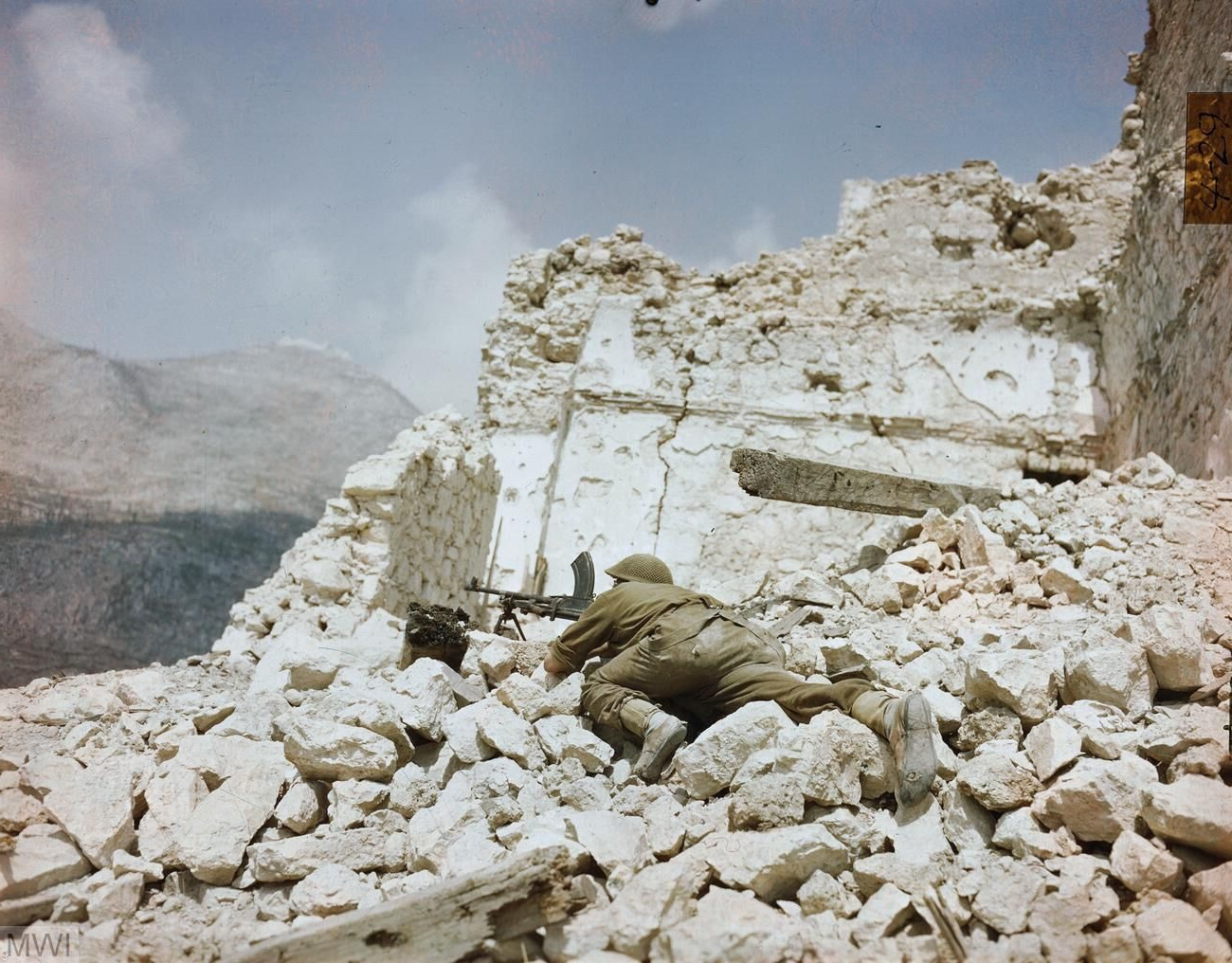
Brytyjski żołnierz w czasie walki pod Monte Cassino

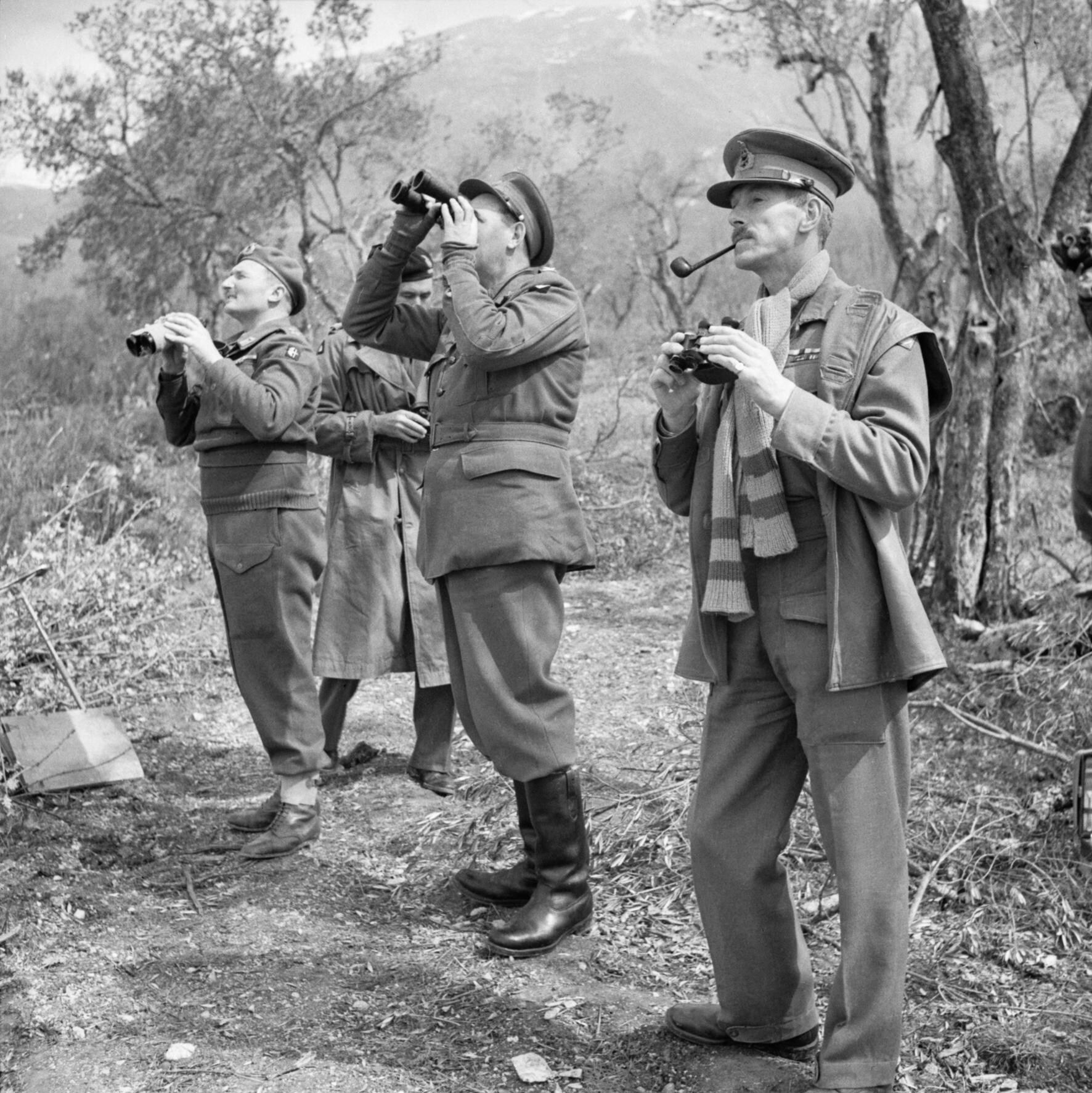
Generał Oliver Leese wraz z dowódcami jego korpusu obserwujący aliancki nalot bombowy na Cassino; 15 marca 1944

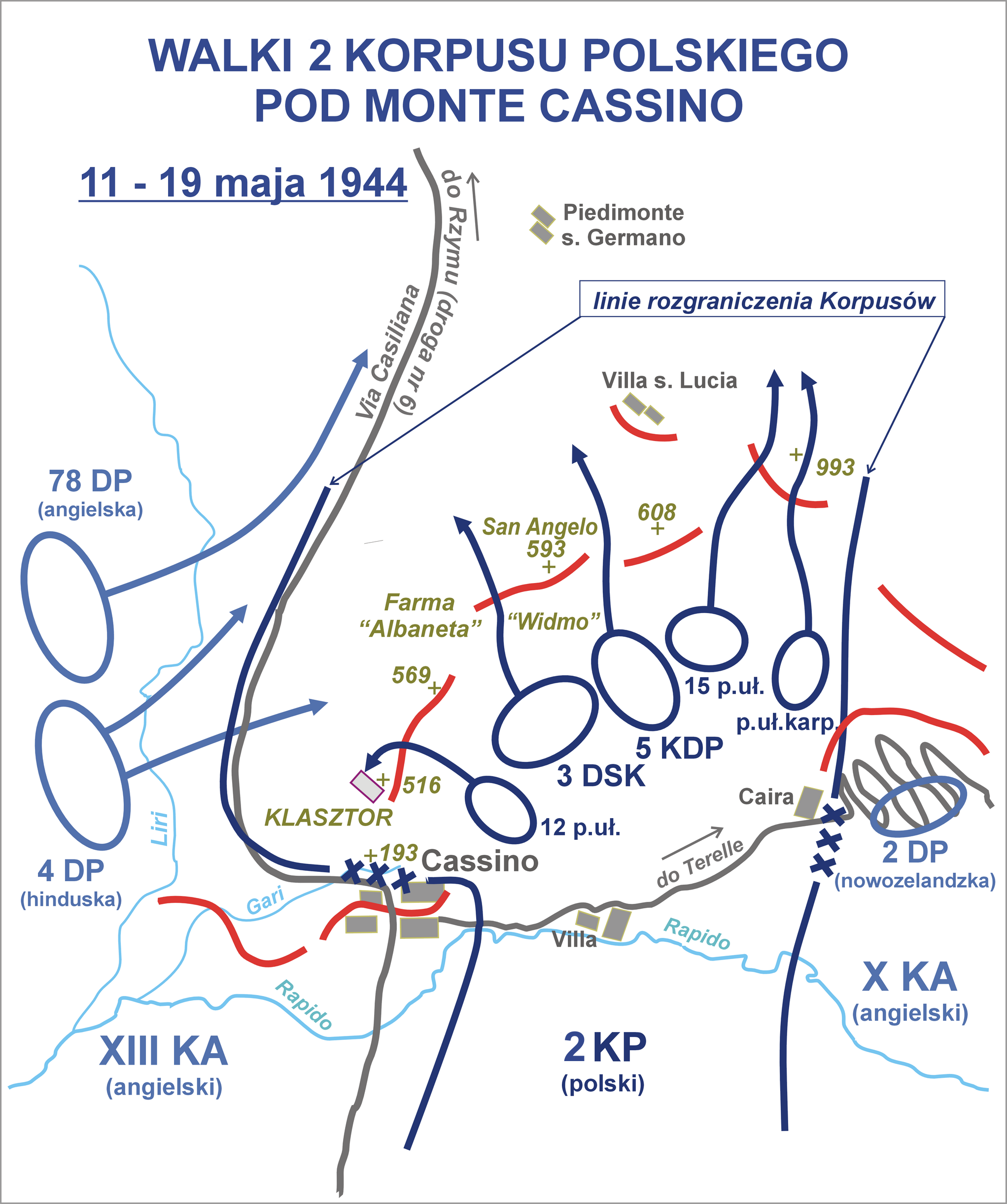
Walki II Korpusu: plan sytuacyjny

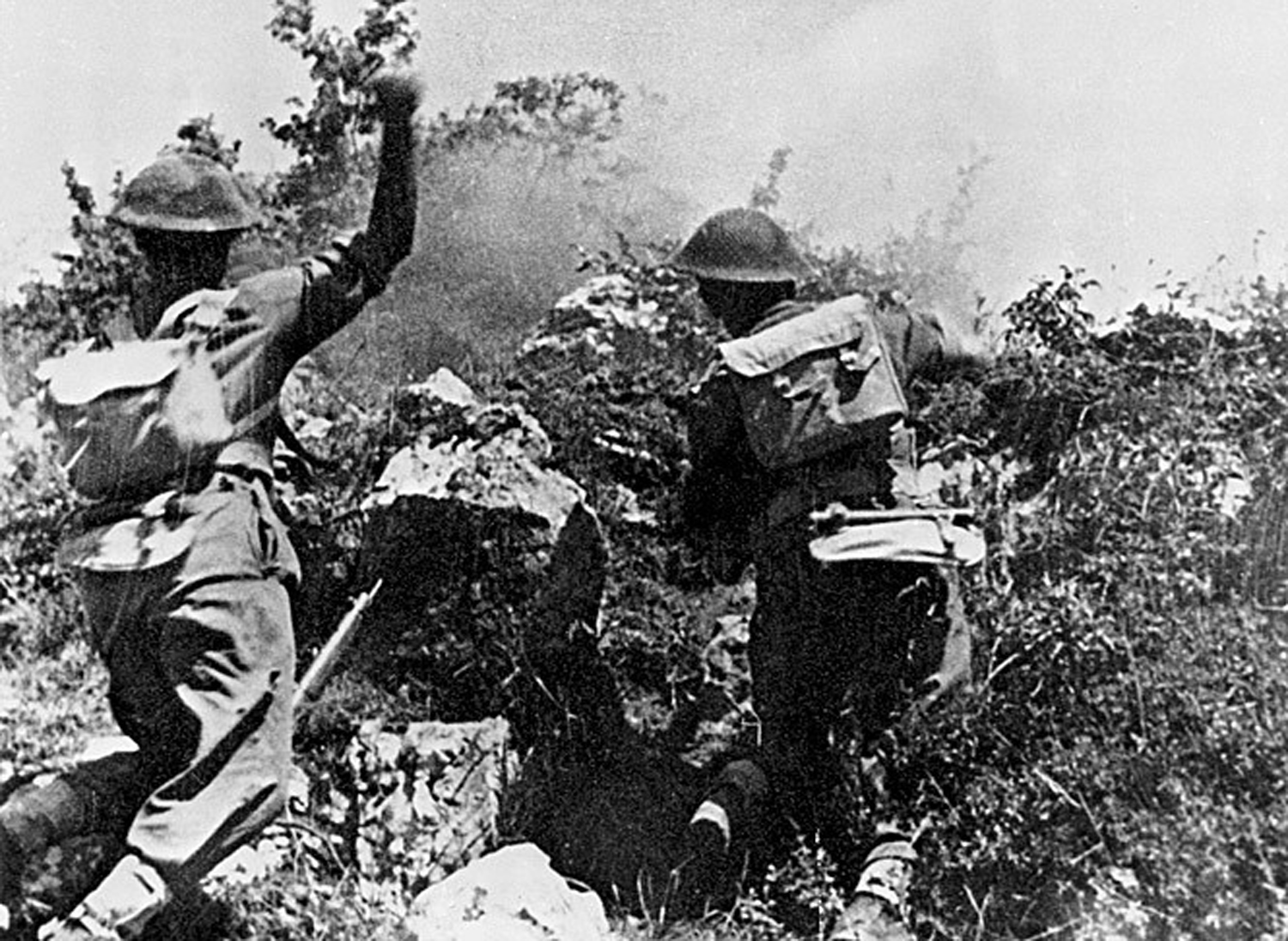
Walka na granaty pod wzgórzem „593”

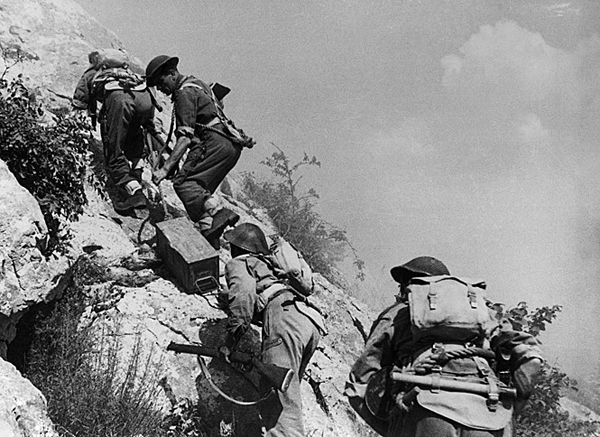
Polscy żołnierze dostarczają amunicję na pozycje

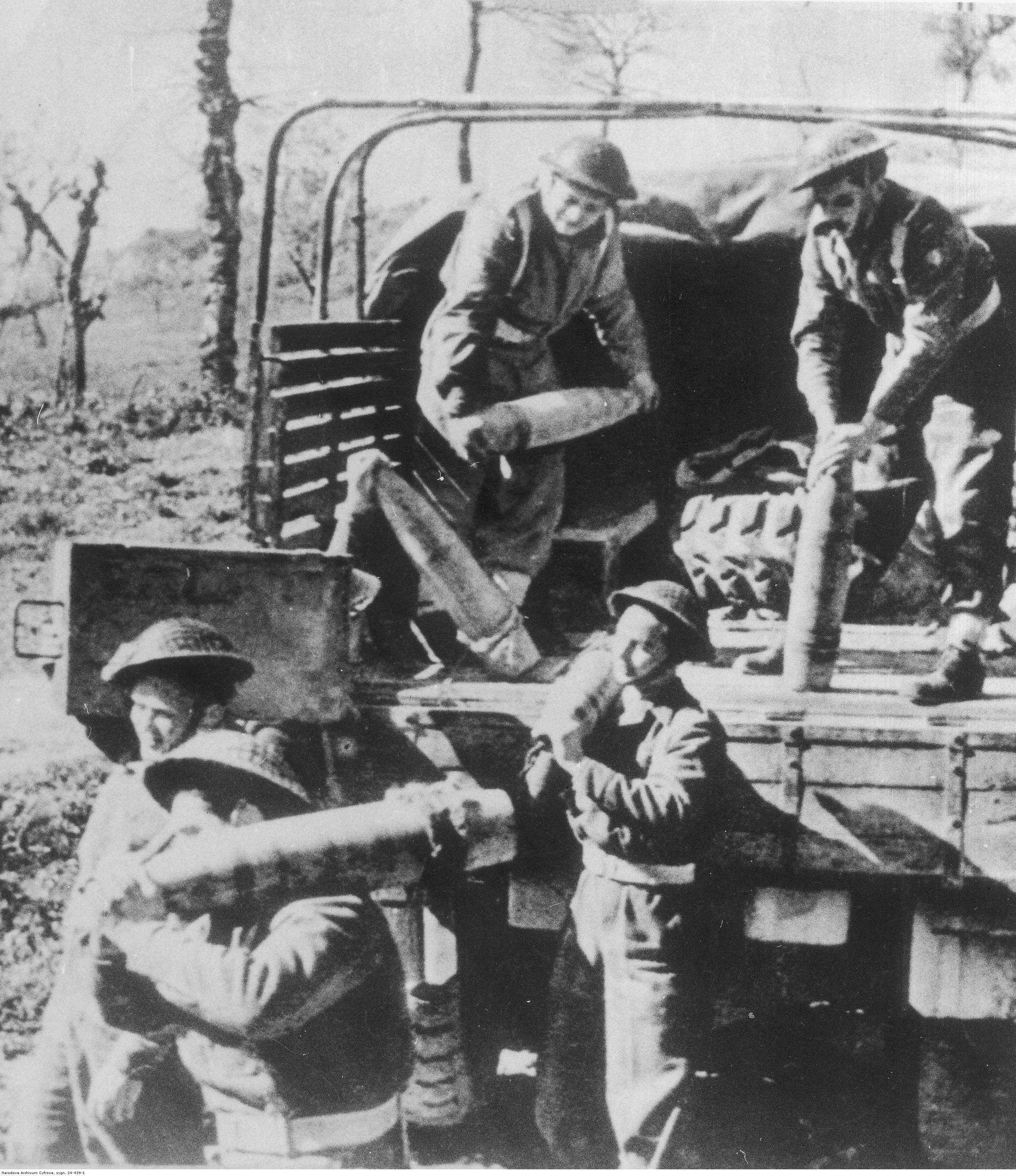
Rozładunek pocisków artyleryjskich

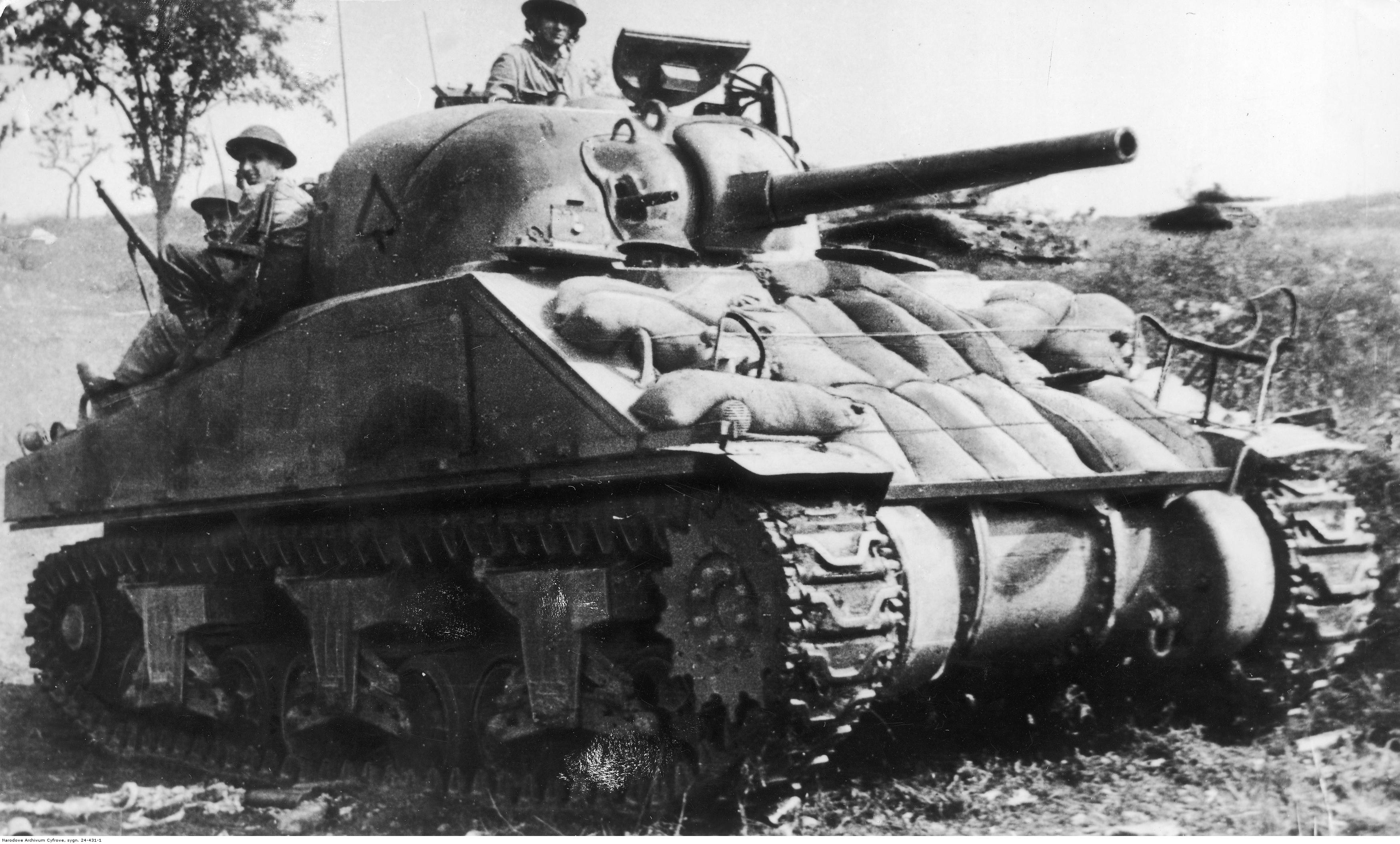
Czołg M4 Sherman por. Edwarda Budzianowskiego zmierza z saperami w kierunku „Gardzieli”

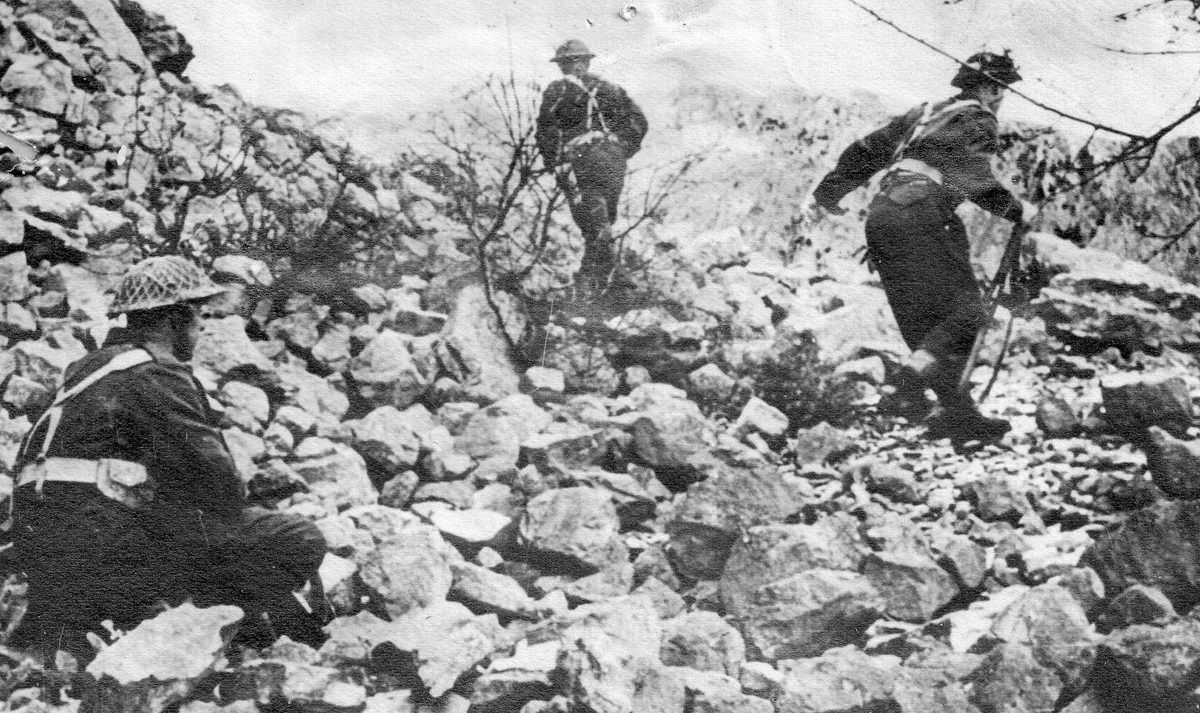
Polacy na „Widmie” 18 maja. Oczyszczanie terenu

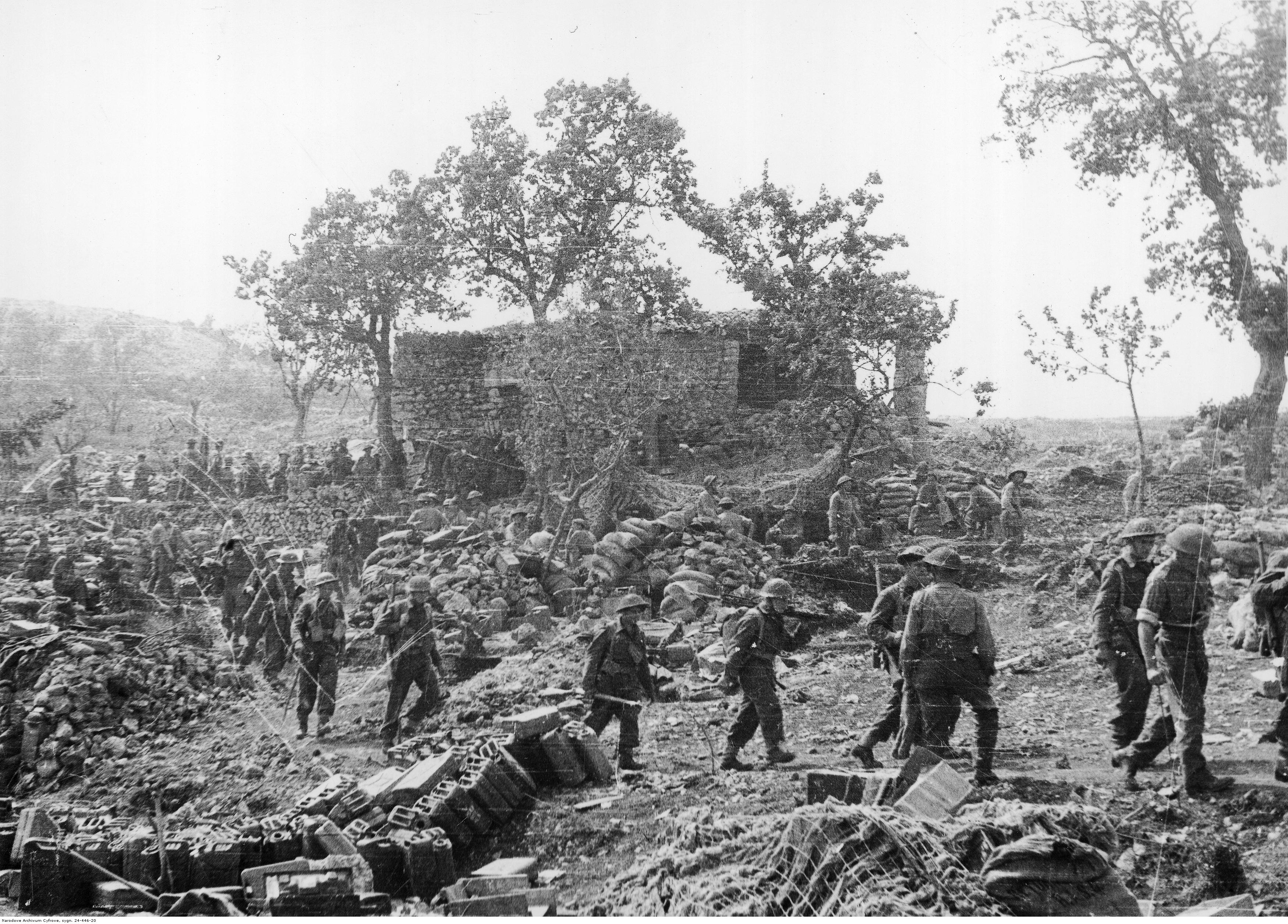
Żołnierze 2 Korpusu Polskiego na pobojowisku na Monte Cassino

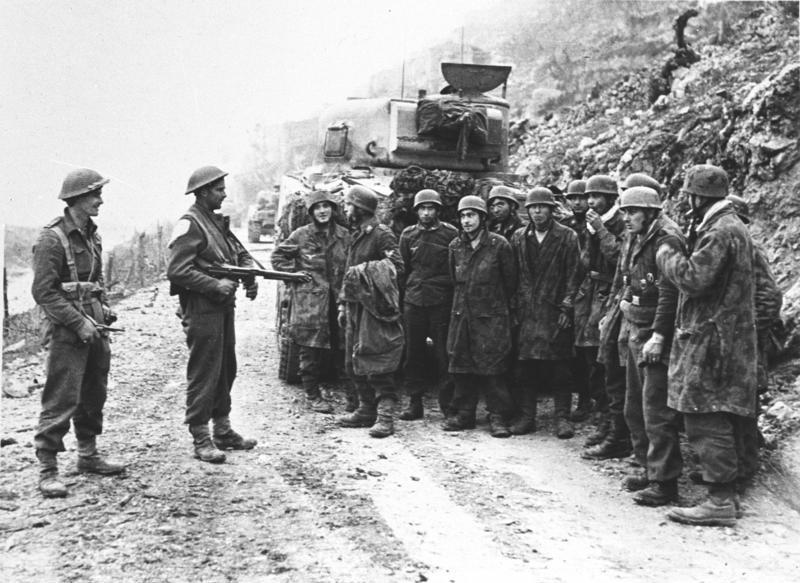
Niemieccy spadochroniarze wzięci do niewoli przez żołnierzy nowozelandzkich

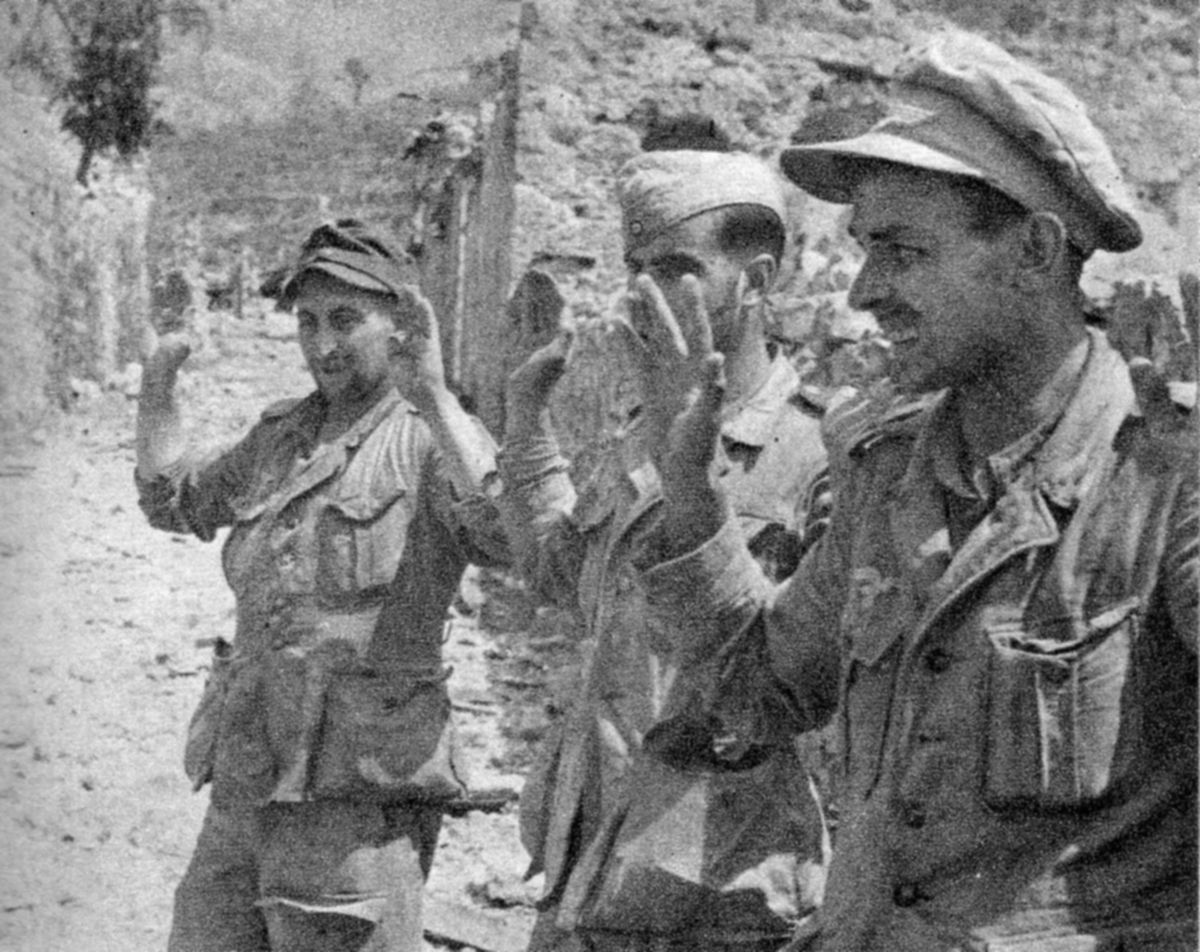
Niemcy wzięci do niewoli w Piedimonte

Zburzenie klasztoru niewiele pomogło aliantom, mimo że zgromadzono nowe siły do ataku na linię Gustawa; były to 2. i 4. dywizje hinduskie, dywizja nowozelandzka oraz brytyjska 78 Dywizja Battleaxe. W opinii Niemców ta ostatnia była „najdoskonalszą bronią w całym arsenale Alexandra”.
Drugie uderzenie (operacja „Avenger” 8 Armii brytyjskiej), rozpoczęte 15 lutego przez 2 Dywizję Nowozelandzką, miało za zadanie odciążyć atakowany przez niemiecką 14 Armię przyczółek pod Anzio (zajęty wcześniej w ramach operacji „Shingle”). Nowozelandczycy (2 Dywizja dowodzona przez brygadiera Howarda Kippenbergera) zaatakowali stację kolejową Cassino z użyciem wsparcia artylerii i czołgów. Padające od 2 lutego ulewne deszcze zamieniły dolinę Rapido w grzęzawisko. Natarcie mogło poruszać się jedynie wzdłuż nasypu kolejowego, ale był on mocno zniszczony i zaminowany. Kippenberger zdawał sobie sprawę ze szczupłości tego miejsca, więc postanowił atakować siłami jednego batalionu. Był to 28. batalion złożony z Maorysów. Udało im się Niemców wyprzeć, jednak 18 lutego po południu zmuszeni byli wycofać się, ponosząc ciężkie straty (utrzymano jedynie most kolejowy na rzece Rapido) – z 200 żołnierzy, którzy wyruszyli poprzedniej nocy, wróciło 70.
W dniach 15–17 lutego Królewski Pułk Sussex atakował bezskutecznie wzgórze „593”. Łącznościowiec z Batalionu Pendżabskiego tak opisywał tkwienie w ciasnych „sangarach” na zboczach wzgórz:

Bywało, że w nocy słyszeliśmy pojedynczy strzał z karabinu. Schemat był zawsze niezmienny. Na ten pierwszy trzask odpowiadało kilka strzałów, które zapoczątkowywały ogień z lekkich karabinów maszynowych Bren, który rodził szybki terkot niemieckich karabinów maszynowych, co uruchamiało moździerze, potem dwudziestki piątki i osiemdziesiątki ósemki, a na koniec ciężką artylerię i cały obszar tańczył, huczał i rozpadał się jak w Piekle Dantego. Wszystko to z powodu jednego swędzącego palca i jednego nerwowego oka. Po chwili do obu stron docierało, że nikt nie atakuje i wszystko cichło.

Doświadczony dowódca 4. dywizji, gen. Francis Tuker, chciał zaatakować Monte Cassino szerokim natarciem oskrzydlającym, ale został pozbawiony takiej możliwości, bowiem kazano mu atakować bezpośrednio klasztor.
18 lutego 2 bataliony Gurków (Gurkha Rifles) z Królewskiego Pułku Sussex (wchodzący w skład 4. dywizji) zaatakowały ponownie Monte Calvario („593”) oraz wzgórza „444”, „445” i „569”. Mimo iż zajęto na pewien czas kluczowe wzgórze „593”, jeszcze tego samego dnia na skutek ciężkich strat i ostrzału niemieckiego z okolicznych bunkrów wycofano się. Straty Gurkha Rifles wyniosły łącznie 245 żołnierzy. Freyberg nie miał innego wyjścia jak przyznać, że natarcie się załamało.
Po czterech tygodniach, 15 marca (operacja „Dickens”) rozpoczęło się trzecie, najbardziej krwawe z dotychczasowych, natarcie tymi samymi siłami, poprzedzone bombardowaniem: w ciągu trzech i pół godziny 575 ciężkich i średnich bombowców oraz 200 myśliwców bombardujących zrzuciło na miasto i okolice blisko 1,1 tys. ton bomb, a artyleria wystrzeliła ponad 10 tys. pocisków. Po tym przygotowaniu ogniowym, w trakcie którego Cassino zostało zrównane z ziemią, na pozycje niemieckie uderzyły ponownie trzy dywizje: 4. hinduska (trzy brygady piechoty), 2. nowozelandzka (również trzy brygady) i 78. brytyjska (dwie brygady piechoty i brygada pancerna).
Nowozelandczycy zdołali zająć dużą część miasta i wzgórze zamkowe, ale padający bez przerwy ulewny deszcz utrudniał posuwanie się naprzód, a zamoknięcie baterii uniemożliwiło łączność radiową. Sterty gruzów i leje po bombach unieruchomiły alianckie czołgi, a ponadto narastał ogień karabinów maszynowych i snajperskich Niemców, którzy w ruinach – ku zdziwieniu aliantów – przeżyli bombardowanie. O północy 16 marca kompania C 1. batalionu 6 Pułku Rajputana Rifles (Gurkowie) zdobyła „Zamek”, a nawet „Wzgórze Kata”, położone około 300 m od murów klasztoru. Wydawało się, że są o krok od zdobycia wzgórza klasztornego. Dalsze natarcie nie powiodło się jednak, a 25 marca nastąpiło załamanie w szeregach. Gurkom nie pomogła ani brawura granicząca z pogardą śmierci, ani popełniane przez nich okrucieństwa („dla zabawy” obcinali swymi kukri głowy niemieckim spadochroniarzom).
W dodatku piloci części formacji amerykańskich bombowców popełnili błąd i zamiast Cassino zbombardowali Venafro, gdzie mieściły się siedziby dowództw brytyjskich. 8 Armia straciła 18 żołnierzy. Zdenerwowany gen. Oliver Leese mówił przez telefon swym podwładnym walczącym pod Monte Cassino, że rozmawia z nimi ze schronu.
Po jedenastu dniach na podstawy wyjściowe spłynęły niedobitki atakujących oddziałów. W korpusie nowozelandzkim straty były tak duże (3 tys. zabitych, 0,7 tys. zaginionych), że musiano rozwiązać tę formację. Alianci (Amerykanie, Brytyjczycy, Hindusi i Nowozelandczycy) stracili około 48 tysięcy ludzi, nie zdobywając wzgórza i nie przełamując linii Gustawa. Jedynym poważniejszym sukcesem tych natarć alianckich było zdobycie niewielkiej wioski Caira (dziś dzielnica miasta Cassino), gdzie wzięto wielu (1200) jeńców, w tym sztab 131 Pułku Strzelców Górskich.

## Operacja Honker
Jeszcze zanim drugie uderzenie Nowozelandczyków i Hindusów zakończyło się niepowodzeniem, gen. Alexander doszedł do wniosku, że izolowane akcje szturmowe pojedynczych brygad i dywizji nic nie dadzą i zaczął planowanie znacznie szerzej zakrojonej ofensywy, na ponad 30-kilometrowym froncie, która pozwoliłaby ostatecznie przełamać linię Gustawa i otworzyć wreszcie drogę na Rzym.
Główną siłę atakującą czwartego natarcia (operacja „Honker”, 11–19 maja) miał stanowić 2 Korpus Polski pod dowództwem gen. Władysława Andersa. Kryptonim operacji pochodzi od słowa „honk”, co w języku angielskim oznacza krzyk dzikich gęsi. „Honker” to coś lub ktoś wydający takie dźwięki.
24 marca dowódca 8 Armii gen. Oliver Leese zaproponował dowódcy 2 Korpusu Polskiego zdobywanie Monte Cassino. Po krótkim zastanowieniu gen. Anders, bez konsultacji z polskimi władzami wojskowymi (co spowodowało gniewną reakcję Naczelnego Wodza gen. Sosnkowskiego – przeciwnika frontalnego ataku na umocnienia niemieckie) przyjął propozycję. Dowódca II Korpusu uważał, że zwycięski szturm na klasztor będzie sukcesem sprawy polskiej i zagłuszy propagandę sowiecką głoszącą, że Polacy unikają walki z Niemcami.
Zmysł polityczny generała Andersa pozwolił mu dostrzec, jakie korzyści dałoby Polakom zdobycie Monte Cassino:

Monte Cassino jest twierdzą, którą zdobyć usiłowało wiele narodów; jest twierdzą słynną na cały świat. Jeśli odmówię, korpus zostanie skierowany do doliny Liri, gdzie atak także przyniesie ciężkie straty, ale w dłuższym czasie (...). Jeśli zdobędziemy Monte Cassino, a zdobyć je musimy, wyniesiemy sprawę polską – tak obecnie sponiewieraną – w samo centrum uwagi świata.

Anders 8 kwietnia, podczas odprawy w Cantalupo poinformował dowódców wielkich jednostek Korpusu o tym, jakie zadanie postawiono przed nimi. 7 kwietnia gen. Anders dokonał rozpoznania z pokładu samolotu masywu Monte Cassino. Ze swoim sztabem studiował mapy i zdjęcia lotnicze. Rozpoczęto planowanie i przygotowania do boju. Niemieckie pozycje składały się z dwóch pierścieni obronnych połączonych na kształt cyfry osiem. Pierwszy pierścień przebiegał z Masseria Albaneta, przez Widmo, Colle San Angelo z powrotem do Albaneta, drugi Masseria Albaneta przez Colle d’Onofrio do samej góry klasztornej. Raport II Korpusu napisany po bitwie mówił: „System takich (...) pozycji obronnych można porównać do rzymskiego amfiteatru, w którym każdy widz może obserwować przebieg [przedstawienia] i vice versa. Każde stanowisko ogniowe rozmieszczone na krawędziach obwodu mogło zatem wziąć udział w walce, niezależnie od pozycji na obwodzie”.
11 maja odczytano żołnierzom 2 Korpusu rozkaz dowódcy:

Żołnierze!

Kochani moi Bracia i Dzieci. Nadeszła chwila bitwy. Długo czekaliśmy na tę chwilę odwetu i zemsty nad odwiecznym naszym wrogiem. Obok nas walczyć będą dywizje brytyjskie, amerykańskie, kanadyjskie, nowozelandzkie, walczyć będą Francuzi, Włosi oraz dywizje hinduskie. Zadanie, które nam przypadło, rozsławi na cały świat imię żołnierza polskiego. W chwilach tych będą z nami myśli i serca całego Narodu, podtrzymywać nas będą duchy poległych naszych towarzyszy broni. Niech lew mieszka w Waszym sercu.

Żołnierze – za bandycką napaść Niemców na Polskę, za rozbiór Polski wraz z bolszewikami, za tysiące zrujnowanych miast i wsi, za morderstwa i katowanie setek tysięcy naszych sióstr i braci, za miliony wywiezionych Polaków jako niewolników do Niemiec, za niedolę i nieszczęście Kraju, za nasze cierpienia i tułaczkę – z wiarą w sprawiedliwość Opatrzności Boskiej idziemy naprzód ze świętym hasłem w sercach naszych Bóg, Honor i Ojczyzna.

Wcześniej, 30 kwietnia, dowództwo 2 Korpusu wydało Plan Działań Zaczepnych:

Zwartym natarciem korpusu po osi Colle Maiola-Massa Albaneta przełamać obronę nieprzyjaciela na kompleksie górskim Monte Cassino, opanować i utrzymać jego płd.-zach. stoki, przez co zapewnić własną obserwację i działanie ogniem w dolinie rzeki Liri oraz izolację klasztoru Monte Cassino, następnie uderzyć i zdobyć klasztor z kierunku płn. (skreślono w rozkazie oper. korpusu nr 1 z 6 maja) płn.-wsch., działanie to ubezpieczyć i osłonić:

a) przez utrzymanie obroną grzbietu Monte Castellone oraz neutralizowanie źródeł ognia na Passo Corno i grzbiecie schodzącym zeń na południe,

b) przez ciągłe obezwładnianie obrony klasztoru do momentu wyjścia nań bezpośredniego natarcia.

Zadanie korpusu:

Odizolować rejon wzgórza klasztornego Monte Cassino od północy i północnego zachodu i uzyskać panowanie nad drogą nr 6 do czasu uzyskania łączności z XIII Korpusem. Natrzeć i zdobyć wzgórze klasztorne.

Wprowadzenie polskich oddziałów i artylerii na pozycje wyjściowe udało się ukryć przed nieprzyjacielem. Po trzech bitwach, przedpola pozycji niemieckich były silnie flankowane ogniem z „Passo Corno”, „Massa Albaneta”, wzgórza „593” oraz ogniem moździerzy i artylerii ciężkiej z rejonu Piedimonte, Belmonte, Atina i San Biagio.

### Pierwsze uderzenie
Atak rozpoczął się 12 maja o godzinie 1.00, poprzedzony aliancką (w tym polską) nawałą artyleryjską trwającą od godziny 23.00 poprzedniego dnia. Żołnierze szli do nocnego ataku w zaminowanym, niemal nieosłoniętym terenie, pełnym zasieków i przeszkód z koncertiny pod niemieckim ostrzałem prowadzonym z bunkrów, stanowisk artylerii i moździerzy, których nie był w stanie zniszczyć ponad godzinny ostrzał 1060 dział. W dodatku posuwali się w terenie zupełnie nieznanym, co było wynikiem niefortunnego rozkazu gen. Leese’a zabraniającego 2 Korpusowi wysyłania patroli rozpoznawczych na ziemię niczyją. Leese chciał ukryć przed Niemcami, że mają przed sobą Polaków, ale spowodował tym wysokie straty wśród idących do ataku na oślep żołnierzy.
Do natarcia na wzgórza „593” i „569” ruszył 2 Batalion Strzelców Karpackich. Na prawym skrzydle wchodził w „Gardziel”, z zadaniem zdobycia „Massa Albaneta”, 1 Batalion Strzelców Karpackich wzmocniony czołgami, działami samobieżnymi i saperami. Oba bataliony wyposażone były w granatniki i piaty do rozbijania bunkrów. Mimo silnego ognia zaporowego artylerii niemieckiej i ostrzału z broni strzeleckiej i maszynowej z doskonale zamaskowanych bunkrów, 2. batalion opanował wzgórze „593” i ruszył na „569”, ale został zatrzymany, ponosząc duże straty. Nieco później doszedł 1. batalion, który w drodze stracił 2 czołgi i prawie wszystkich saperów próbujących prowadzić rozminowanie pod ogniem.
Nieprzyjaciel próbował kontratakować z rejonu „Santa Lucia” i „Castellone” batalionami 1 Dywizji Pancerno-Spadochronowej, ale wszystkie te uderzenia zostały odparte. Najdłużej walczył 2. batalion na „593”, który do godz. 6.18 odparł cztery kontrataki. Dla wzmocnienia podciągnięta została kompania kpt. Tadeusza Radwańskiego z 3 Batalionu Strzelców Karpackich, ale sytuacja stawała się coraz cięższa. Do 8.30 polegli dowódcy obu czołowych kompanii i dowódca rzutu obronnego mjr Ludwik Rawicz-Rojek, a dowódca batalionu ppłk Brzósko został ciężko kontuzjowany. O godz. 8.30 wyszedł kolejny, piąty niemiecki kontratak, który również został odparty, lecz żołnierzom kończyła się amunicja.
W południe na „593” było już tylko siedemnastu żołnierzy i jeden oficer. Resztę w miarę możności ściągano w tył, by obsadzić przynajmniej pozycje wyjściowe. Straty 3 DSK 12 maja wyniosły siedmiuset ludzi, głównie z 1. i 2. batalionu. 3. kompania por. Edwarda Maślony z 1. batalionu trwała na stanowiskach na wschodnich stokach „Gardzieli” do godz. 14.30 13 maja.
Do ataku na „Widmo” szły 13 Wileński Batalion Strzelców i 15 Wileński Batalion Strzelców, oba wzmocnione przez saperów i miotacze ognia. Żołnierze bardzo dotkliwie odczuwali ostrzał artyleryjski w kamienistym terenie. Gdy między 2.30 a 3.00 wdarli się wreszcie na „Widmo”, straty sięgały 20%. Siły nacierających topniały coraz szybciej. Kompanie lewoskrzydłowego 15. batalionu zostały poderwane o 3.30 przez mjr. Leona Gnatowskiego do ataku na wzgórze „575”, ale pod silnym ogniem zaległy. Prawoskrzydłowy 13. batalion ppłk. Władysława Kamińskiego bardzo ucierpiał od bocznego ognia z „San Angelo”. Po opanowaniu szczytu kompanie ruszyły ku „San Angelo”, ale po 200 metrach dotarły do głębokiej rozpadliny, która była pełna pułapek minowych i gniazd karabinów maszynowych. W obliczu całkowitej zagłady dowódca nakazał odwrót na wzgórze „706”, gdzie 14 batalion utrzymał stanowiska. O godz. 14 dowódca Korpusu dał rozkaz wycofania na pozycje wyjściowe.
Okazało się, że przygotowanie ogniowe nie dało spodziewanych wyników. Większość artylerii Korpusu (wraz z artylerią brytyjską) posiadała działa zbyt słabe, by zniszczyć bunkry nieprzyjaciela. Ogień armat i haubic – mimo znacznego zużycia amunicji – był mało skuteczny, zaś moździerze ciężkie Polacy otrzymali niemal w przeddzień bitwy, więc obsługa nie była należycie przeszkolona.

### Przerwa w działaniach
Generał Anders planował wznowienie natarcia w masywie Monte Cassino 12 maja o 15.00, aby nie dać czasu nieprzyjacielowi na przegrupowanie i uzupełnienia. Ze względu na zbyt powolne posuwanie się natarcia XIII Korpusu dowódca 8 Armii przełożył jednak datę rozpoczęcia drugiego natarcia 2 Korpusu. Gen. Leese postanowił tym razem by oddziały polskie prowadziły dniem i nocą akcję patrolową, aż do czasu kolejnego szturmu. Trzymało to Niemców w stałym napięciu w oczekiwaniu kolejnego natarcia i uniemożliwiało im przerzucenie części sił z rejonu Monte Cassino przeciwko brytyjskiemu XIII Korpusowi w dolinie rzeki Liri.
Znacznie lepiej powiodło się natarcie Francuskiego Korpusu Ekspedycyjnego (FKE) na lewym skrzydle. Goumiers przełamali obronę w Górach Auruncyjskich. 3 Algierska Dywizja Piechoty posuwała się doliną rzeki Ausente i 14 maja zdobyła Ausonię, 2 Marokańska DP wzięła 12 maja Monte Faio i następnego dnia Monte Maio, zaś wydzielone oddziały piechoty amerykańskiego II Korpusu zajęły (przy znacznych stratach) niewielką górską wioskę Santa Maria Infante. Aliantom otwierało się wreszcie wyjście na dolinę rzeki Liri, a zakończenie bitwy było coraz bliższe rozstrzygnięcia.
Załamane polskie natarcie, chociaż nie dało spodziewanych sukcesów terenowych z powodu braku odpowiedniego wsparcia artyleryjskiego, zdezorientowało dowództwo niemieckie co do kierunku głównego uderzenia 8 Armii brytyjskiej. Okupione dotkliwymi stratami, przyniosło jednak korzyści. Rozpoznano walką większość punktów ogniowych nieprzyjaciela, zlokalizowano baterie jego moździerzy. Schwytani Niemcy potwierdzali, że ponieśli ogromne straty. Całkowicie zniszczony został 1. batalion 1 Pułku Strzelców Spadochronowych. W innych kompaniach nieprzyjaciela pozostało po walce po kilkunastu ludzi, chociaż niedawno otrzymały uzupełnienia do pełnych stanów. Jeńcy niemieccy informowali o bardzo złej sytuacji zaopatrzeniowej ich czołowych oddziałów i wyraźnym upadku morale. Dowódcy brytyjscy uznali, że 2 Korpus Polski w pierwszym dniu natarcia związał około dziewięciu batalionów niemieckich, dzięki czemu wojska FKE i XIII Korpusu, mając przed swoim frontem zaledwie 5 batalionów przeciwnika, mogły uzyskać wyraźne sukcesy w Górach Auruncyjskich i forsowaniu rzeki Garigliano.
W ciągu tych kilku dni przerwy w działaniach artyleria Korpusu prowadziła ostrzał nękający, a 15 maja dokonała półgodzinnej „prowokacyjnej demonstracji ogniowej” na wzgórza „593” i „569” celem ustalenia, czy nieprzyjaciel w dalszym ciągu obsadza te punkty, które wcześniej zajmował. Gen. Leese 16 maja o godz. 7.00 zdecydował o powtórzeniu natarcia następnego dnia.

### Decydujące uderzenie

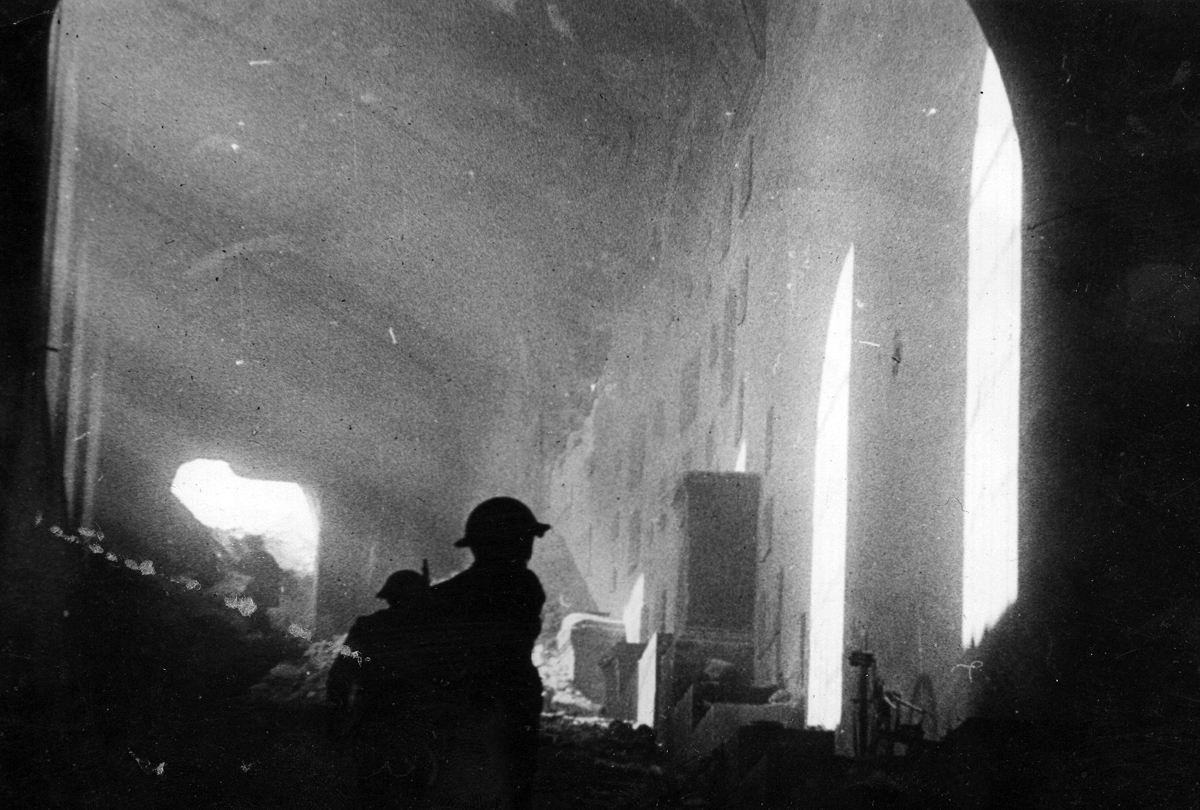
Polacy w ruinach zdobytego klasztoru 18 maja

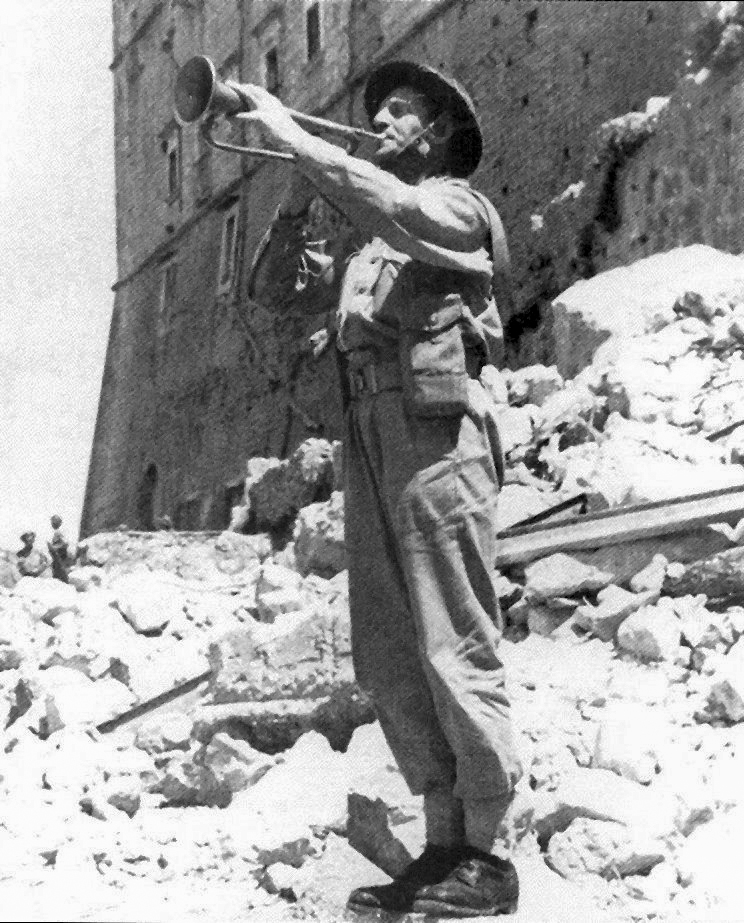
Emil Czech gra Hejnał Mariacki w zdobytym klasztorze

Przez następne cztery dni pozycje nieprzyjaciela bombardowało lotnictwo. Niemcom groził głęboki wyłom polski na „Albanetę” albo „San Angelo” i tym samym odcięcie ich sił zamkniętych w klasztorze Monte Cassino i osadzonych na przylegających wzgórzach. 16 Lwowski Batalion Strzelców 16 maja o godz. 22.20 wypadem zajął „Widmo”. Zdobywano bunkier po bunkrze i odpierano kontrataki niemieckie. Twarda postawa żołnierzy polskich na „Widmie” zmusiła nieprzyjaciela do wycofania się. Dzięki zdobyciu „Widma” zagrożono Niemcom na „San Angelo”, będącym kluczowym punktem ich obrony masywu, skąd łatwo było przeniknąć w głąb nieprzyjacielskich pozycji, aż do stanowisk ogniowych artylerii. Opanowanie wzgórz „593” i „569” zagroziło stanowiskom moździerzy niemieckich (w tzw. „wąwozie moździerzy”).
17 maja w czasie kontrataku niemieckiego na San Angelo przy wsparciu ciężkich moździerzy, wojsko niemieckie zaczęło zyskiwać przewagę i obrona Polaków zaczęła się łamać. Melchior Wańkowicz opisywał, że Polaków zmotywował wówczas zaintonowany przez sierż. Mariana Czaplińskiego (który później poległ na linii Gotów) śpiew Hymnu Polski. Wsparcia udzielił 2. pluton 1. kompanii. 16 Batalion pozostał na zdobytych pozycjach. Mjr Jan Żychoń z 13 Wileńskiego Batalionu Strzelców, oficer wywiadu, umierając, powiedział: „Za Polskę i dla Polski”.
Drugi atak przyniósł przełom na polskim odcinku: zdobyto i utrzymano „Widmo”, „593”, „Monte Castellone” i „Massa Albaneta”. Pod koniec 17 maja Polacy przełamali północny skraj pierścienia obronnego, opanowując Colle San Angelo. O trudnej sytuacji Niemców 17 maja wieczorem na Monte Cassino świadczy fakt, że w jednej z kompanii niemieckich pozostało tylko trzech ludzi zdolnych do walki. W tej ostatniej fazie bitwy kluczowymi działaniami – dla osiągnięcia ostatecznego zwycięstwa na linii Gustawa – było przekroczenie rzeki Rapido u jej ujścia do rzeki Liri przez XIII Korpus brytyjski (co związało resztę niemieckich rezerw) i oskrzydlające przełamanie 14 maja linii obronnych przez francuskie kolonialne siły marokańskie i algierskie (określane jako przełomowy sukces dla otwarcia drogi do Rzymu i sytuacji strategicznej). Jednak zajęcie nawet całego miasta Cassino, w dolinie rzeki Liri, nie miało decydującego wpływu na przebieg bitwy do momentu, kiedy masyw Monte Cassino pozostawał w rękach niemieckich.
Te dwa uderzenia – przy polskim parciu od północy grożącym odcięciem części wojsk niemieckich – doprowadziły do wycofania się Niemców na odległą o około 15 kilometrów linię Hitlera. Skoordynowane natarcie zmusiło nieprzyjaciela do zmasowanego wysiłku na obrzeżach doliny rzeki Liri, a tym samym do osłabienia jego parcia na przyczółek pod Anzio. Te działania pozwoliły na podjęcie działań zmierzających do pogłębienia przyczółka, co nastąpiło 23 maja, równolegle z głównym atakiem sił sprzymierzonych na linię Hitlera. Niemiecka 1 Dywizja Pancerno-Spadochronowa po całodobowych walkach otrzymała rozkaz wycofania się.
Polacy przechwycili meldunek niemiecki o wycofaniu się z klasztoru. Nakazano artylerii ostrzeliwać drogi odwrotu nieprzyjaciela. W nocy 17/18 maja 1944 Niemcy opuścili klasztor, obawiając się okrążenia. Około stu spadochroniarzy niemieckich ruszyło na południe z klasztoru, woląc poddać się Brytyjczykom zamiast Polakom. Osłaniani byli od tyłu przez niewielką grupę spadochroniarzy. Kilkudziesięciu Niemców posuwało się pod ostrzałem w kierunku Monte Cairo.

### Zajęcie klasztoru

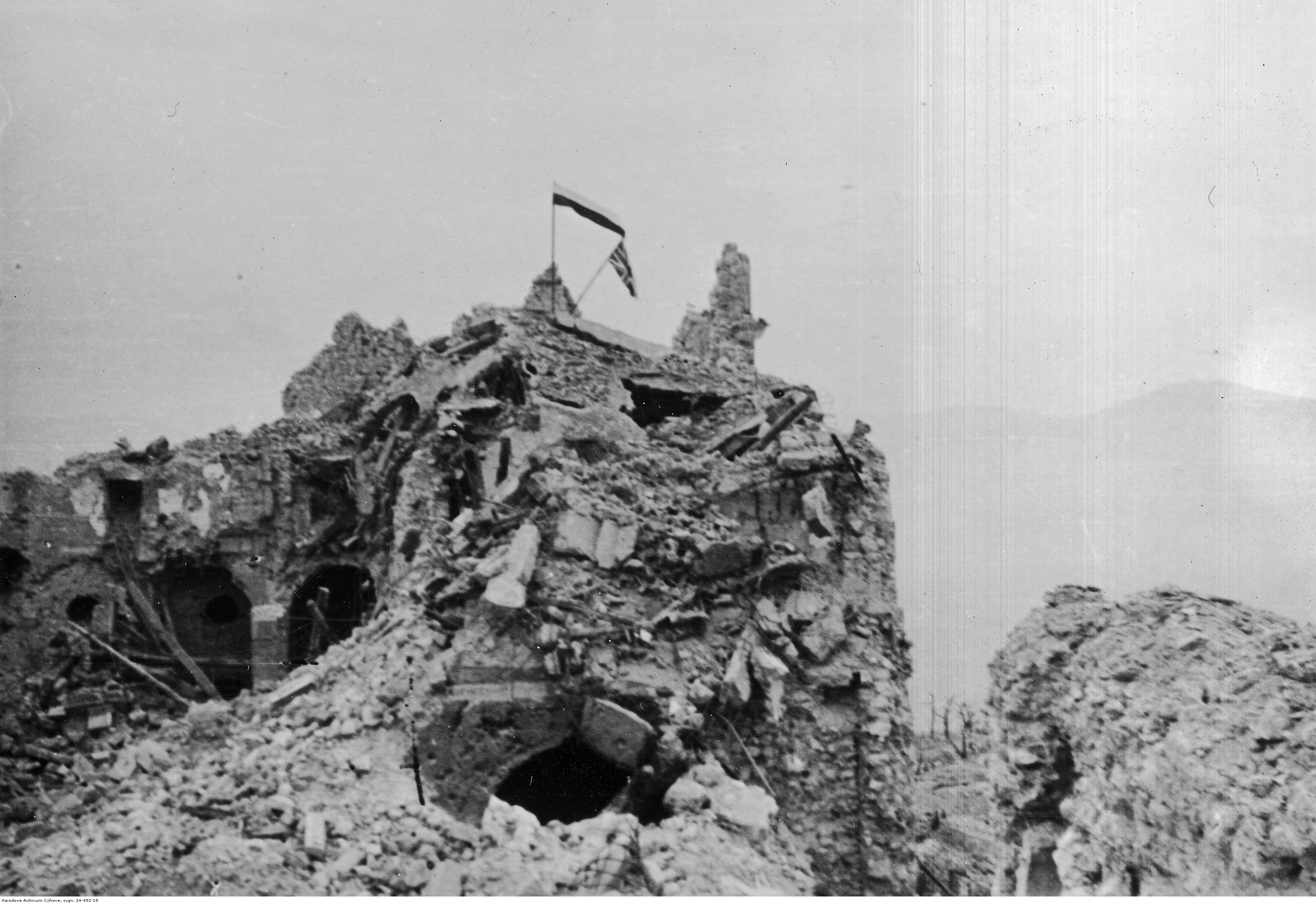
Flagi polska i brytyjska powiewające nad ruinami klasztoru na Monte Cassino

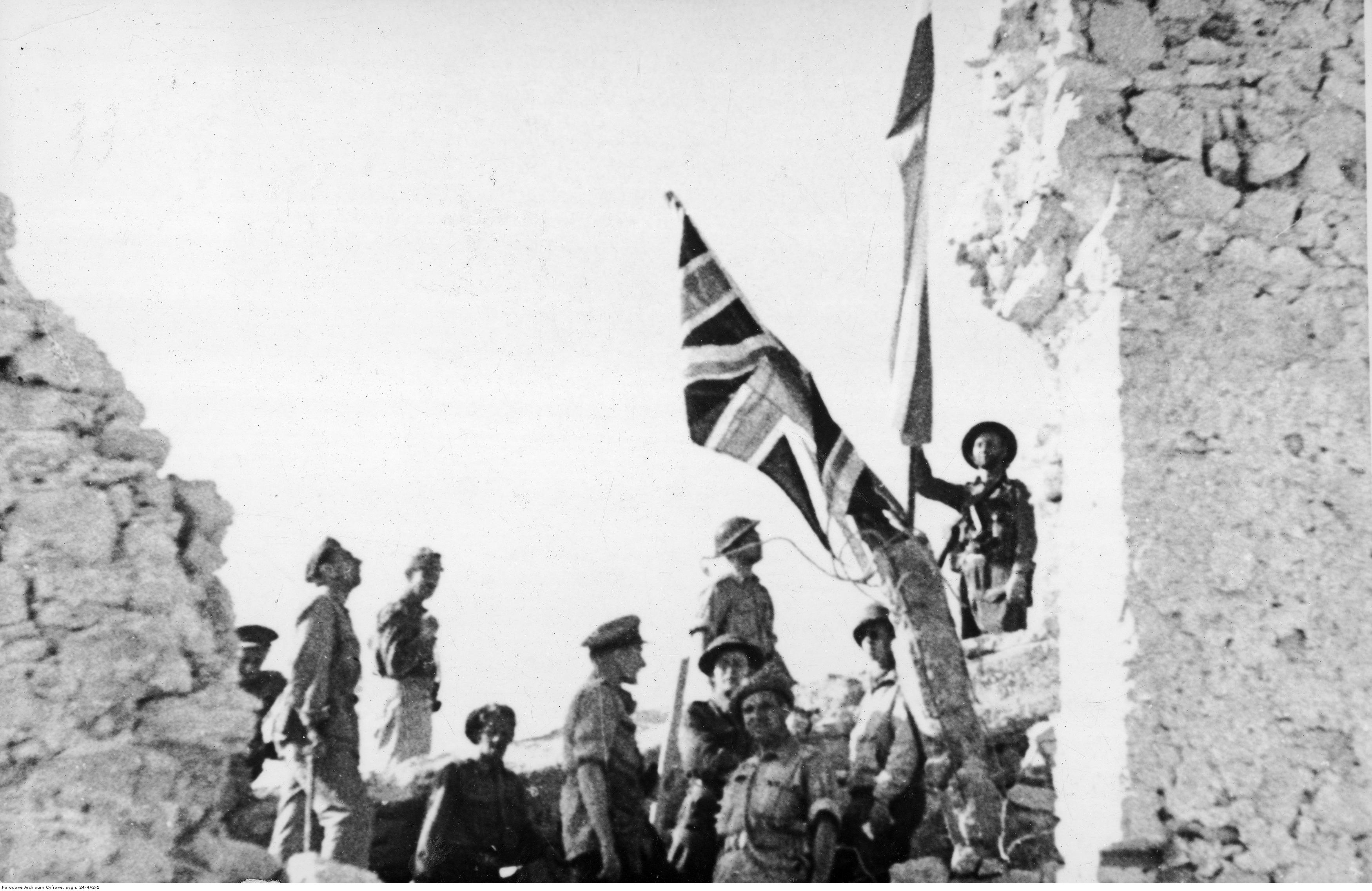
Zakończenie walk – polscy i brytyjscy żołnierze w ruinach opactwa

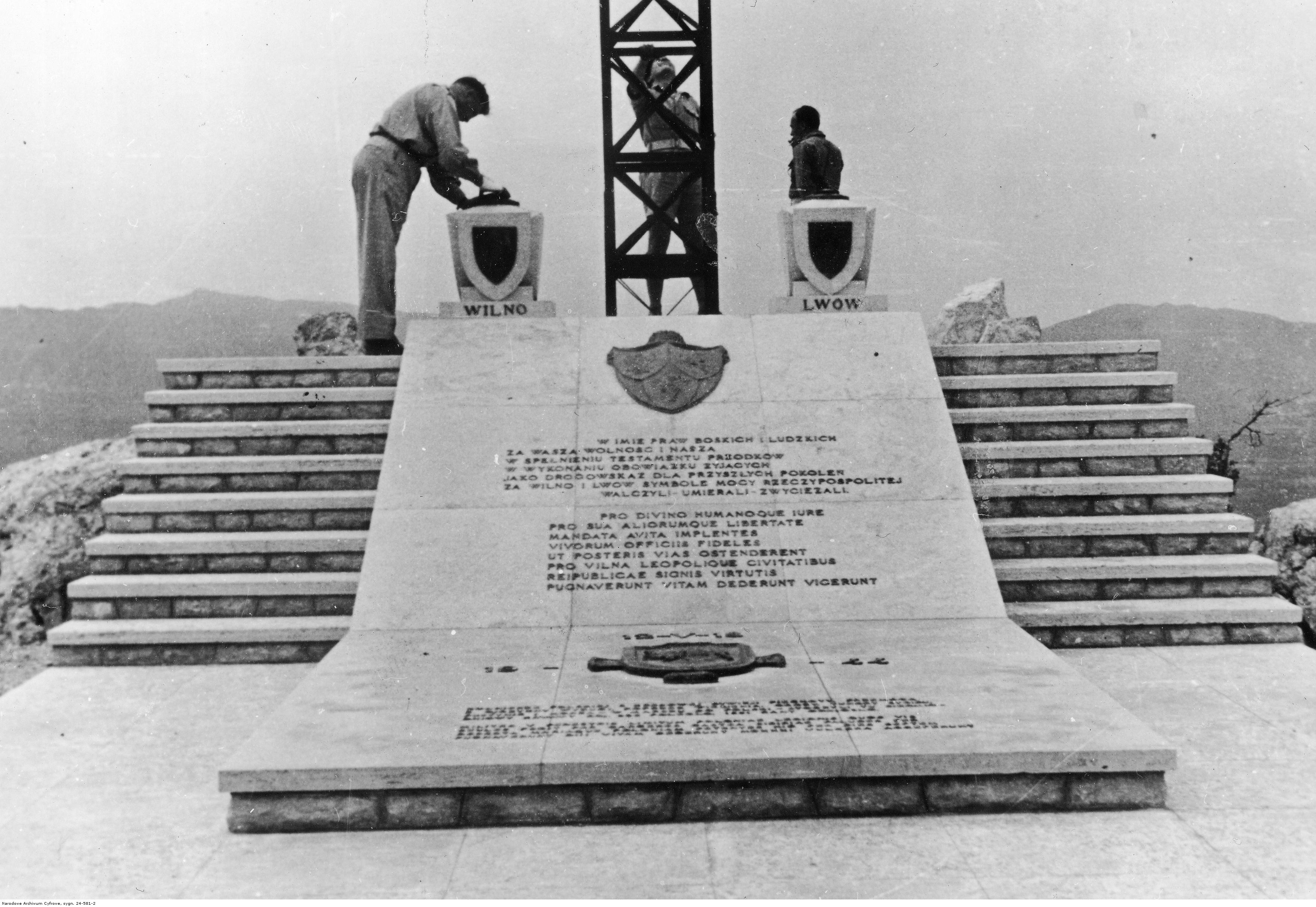
Pomnik 5 Kresowej Dywizji Piechoty na wzgórzu 575

Nad ranem zauważono nad klasztorem białą flagę. Wysłano patrol 12 Pułku Ułanów Podolskich pod dowództwem ppor. Kazimierza Gurbiela, który, przechodząc bez strat pole minowe o wymiarach 300 × 100 metrów, wkroczył do ruin klasztoru. Wziął do niewoli szesnastu rannych żołnierzy niemieckich pod opieką trzech sanitariuszy i zatknął na murach najpierw proporzec 12 Pułku Ułanów, uszyty na poczekaniu przez plut. Jana Donocika, a następnie polską flagę, którą zatknęli żołnierze z pocztu dowódcy 3 kompanii 5 Batalionu Strzelców Karpackich. Flaga przez cały czas polskiego natarcia noszona była w chlebaku przez st. sierż. Ryszarda Stachurskiego, szefa 3 kompanii.
Dopiero w kilka godzin później, na wyraźne polecenie gen. Andersa, obok polskiej flagi została wywieszona flaga brytyjska. 18 maja 1944 roku w samo południe na ruinach klasztoru Monte Cassino polski żołnierz, plutonowy Emil Czech, odegrał hejnał mariacki, ogłaszając zwycięstwo polskich żołnierzy.
Sukces 2 Korpusu Polskiego polegał na umożliwieniu jednostkom brytyjskiego XIII Korpusu wejścia w dolinę rzeki Liri bez obawy, że północne skrzydło brytyjskie może zostać zaatakowane przez Niemców z rejonu masywu Monte Cassino.
19 maja wzgórza „575” i „San Angelo” zostały oczyszczone przez polskie oddziały z wojsk nieprzyjaciela.
2 Korpus Polski zdobył też Piedimonte (grupa „Bob”), a Passo Corno i Monte Cairo opanowali ułani z 15 Pułku Ułanów Poznańskich w dniach 21–25 maja 1944 roku. Droga na Rzym została otwarta.
W ten sposób 2 Korpus Polski przerwał w swoim pasie dwie linie obronne Niemców: linię Gustawa i linię Hitlera.
19 maja około godz. 17 dywizje polskie nawiązały łączność ogniową z 78 Dywizją brytyjską w rejonie Santa Scolastica. Po utracie masywu Monte Cassino Niemcy odeszli z całej linii Gustawa na linię Hitlera. Dzięki temu oddziały 8 Armii brytyjskiej uzyskały swobodę działania w dolinie rzeki Liri. Już 18 maja XIII Korpus zbliżył się na odległość 2,5 km do Piedimonte, górskiego zwornika linii Hitlera. Położony bardziej na zachód ważny węzeł niemieckiej obrony Santa Oliva zdobył Francuski Korpus Ekspedycyjny. Oddziały te prawie nie napotykały oporu. Następnego dnia XIII Korpus brytyjski podszedł do linii Hitlera w rejonie Aquino.
Wieczne Miasto Amerykanie zajęli 4 czerwca, a więc w dwa tygodnie po bitwie.
20 maja dowódca 15 Grupy Armii skierował do 2 Korpusu Polskiego rozkaz, w którym dziękował za zwycięstwo:

Żołnierze 2 Polskiego Korpusu! Jeżeliby mi dano do wyboru między którymikolwiek żołnierzami, których bym chciał mieć pod swoim dowództwem, wybrałbym Was – Polaków.

Polskie walki o masyw Monte Cassino i Piedimonte trwały 13 dni i 20 godzin i były niezwykle krwawe. W natarciu zginęło 923 żołnierzy, 2931 zostało rannych, a za zaginionych uznano 345, z których 251 powróciło do oddziałów po zakończeniu walk. Jednak już w czerwcu 2 Korpus Polski ponownie wkroczył do akcji, wyzwalając w lipcu 1944 roku Loreto i Ankonę. Wygrana bitwa o Ankonę, ważne miasto portowe, ułatwiła przełamanie niemieckiego systemu umocnień o znaczeniu strategicznym tzw. linii Gotów.
18 maja 1944 odbyła się uroczysta akademia dla zwycięzców, z udziałem polskiej i alianckiej generalicji. Wykonano na niej po raz pierwszy pieśń Feliksa Konarskiego (Ref-Rena) i Alfreda Schütza pt. Czerwone maki na Monte Cassino. Pieśń napisana została w nocy z 17/18 maja w czasie trwania walk o Monte Cassino. Zaśpiewał ją Gwidon Borucki, któremu akompaniował zespół Czołówki Rewiowej Feliksa Konarskiego Ref-Rena.

## Cmentarze

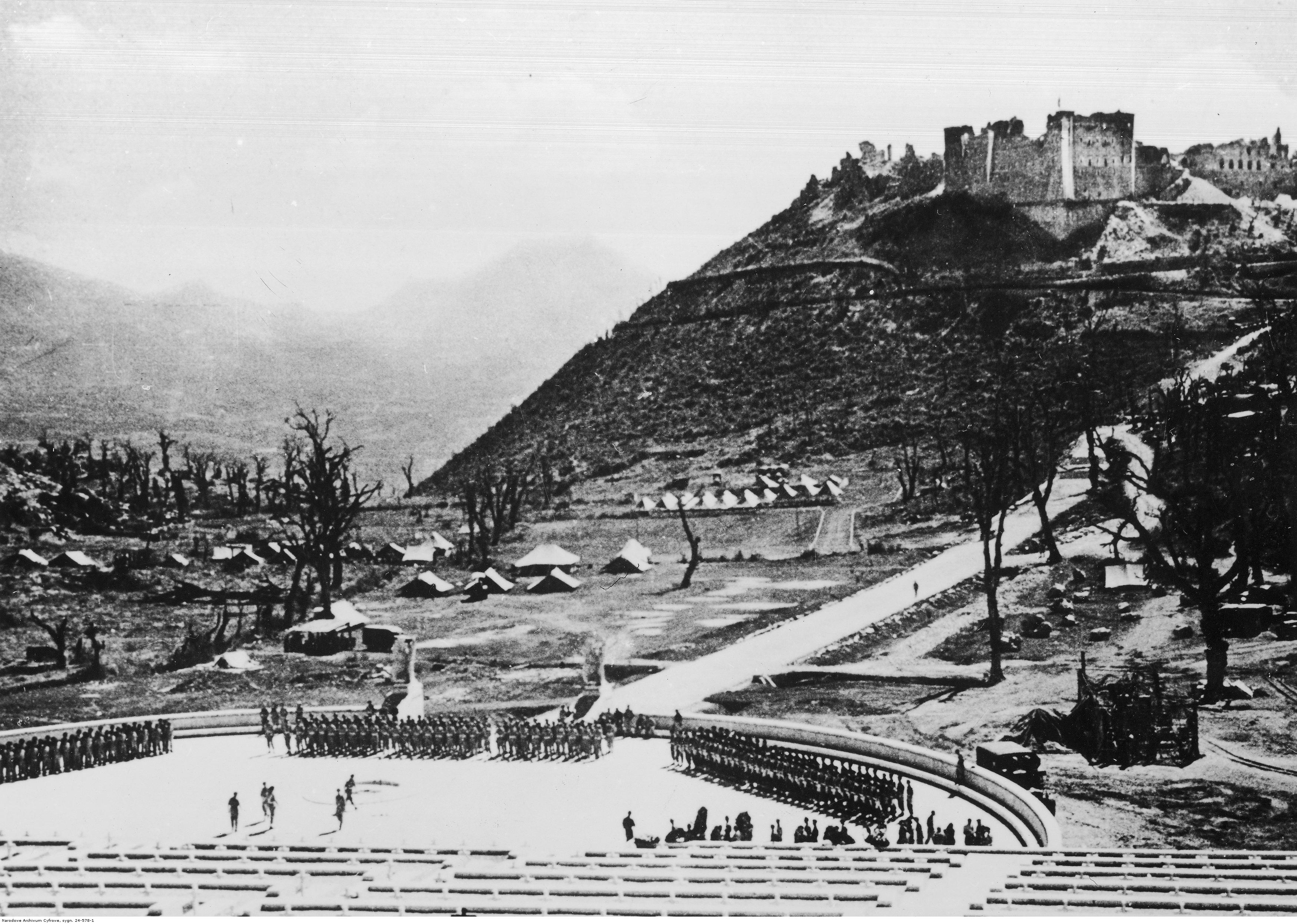
Uroczystość poświęcenia Polskiego Cmentarza Wojennego na Monte Cassino 1 listopada 1945

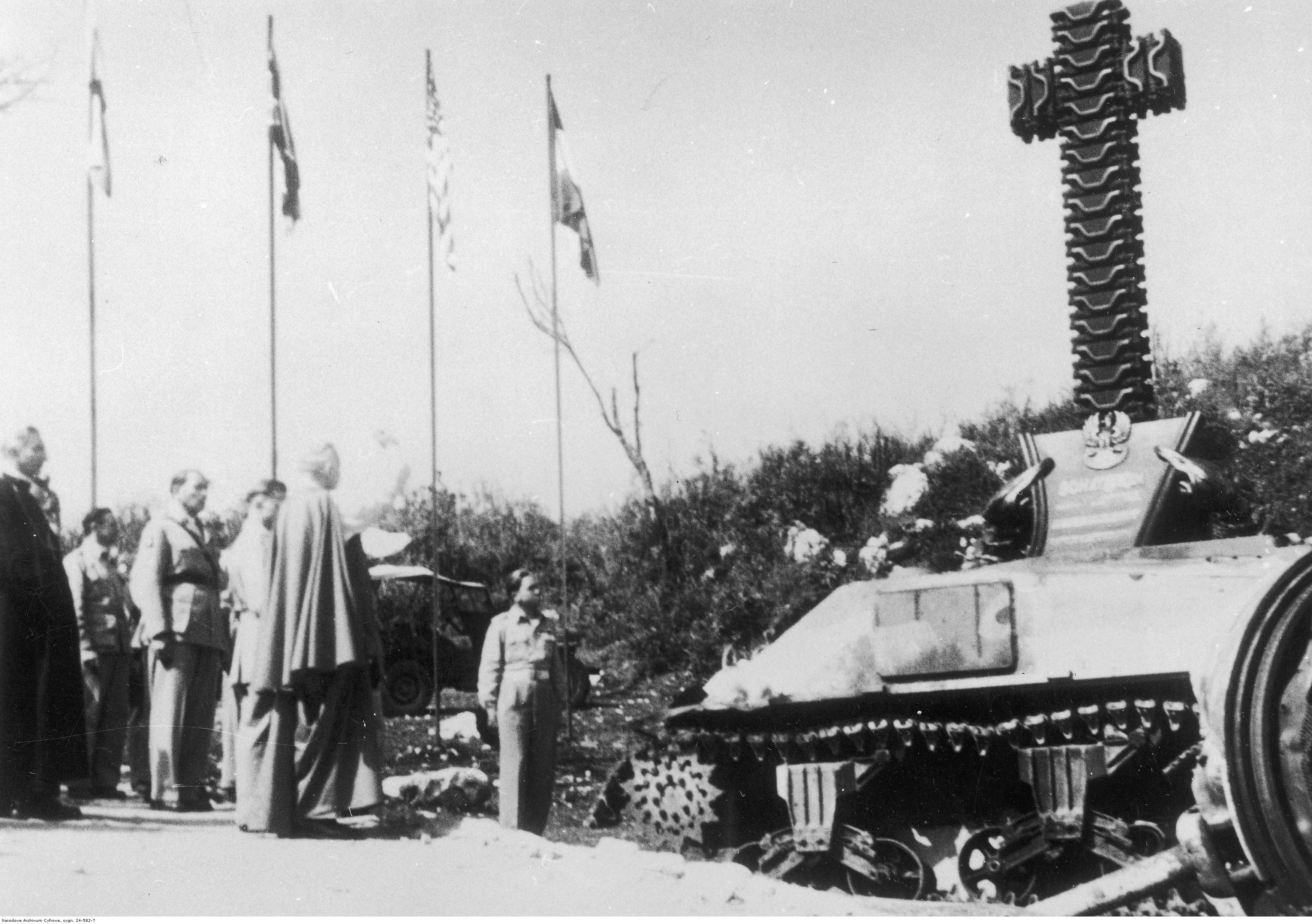
Poświęcenie pomnika 4 Pułku Pancernego „Skorpion” w „Gardzieli” pod Monte Cassino; 1945

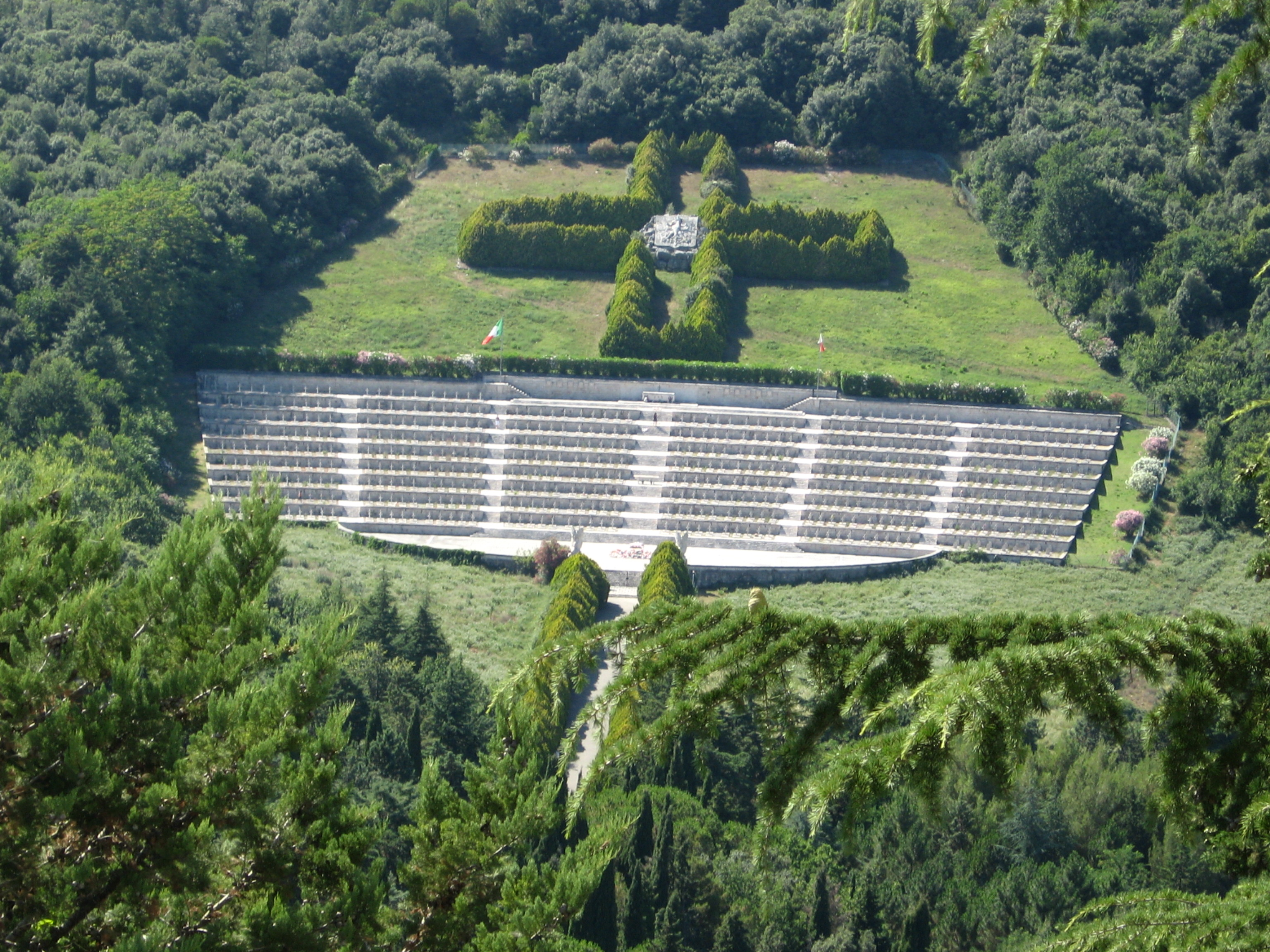
Polski Cmentarz Wojenny pod Monte Cassino

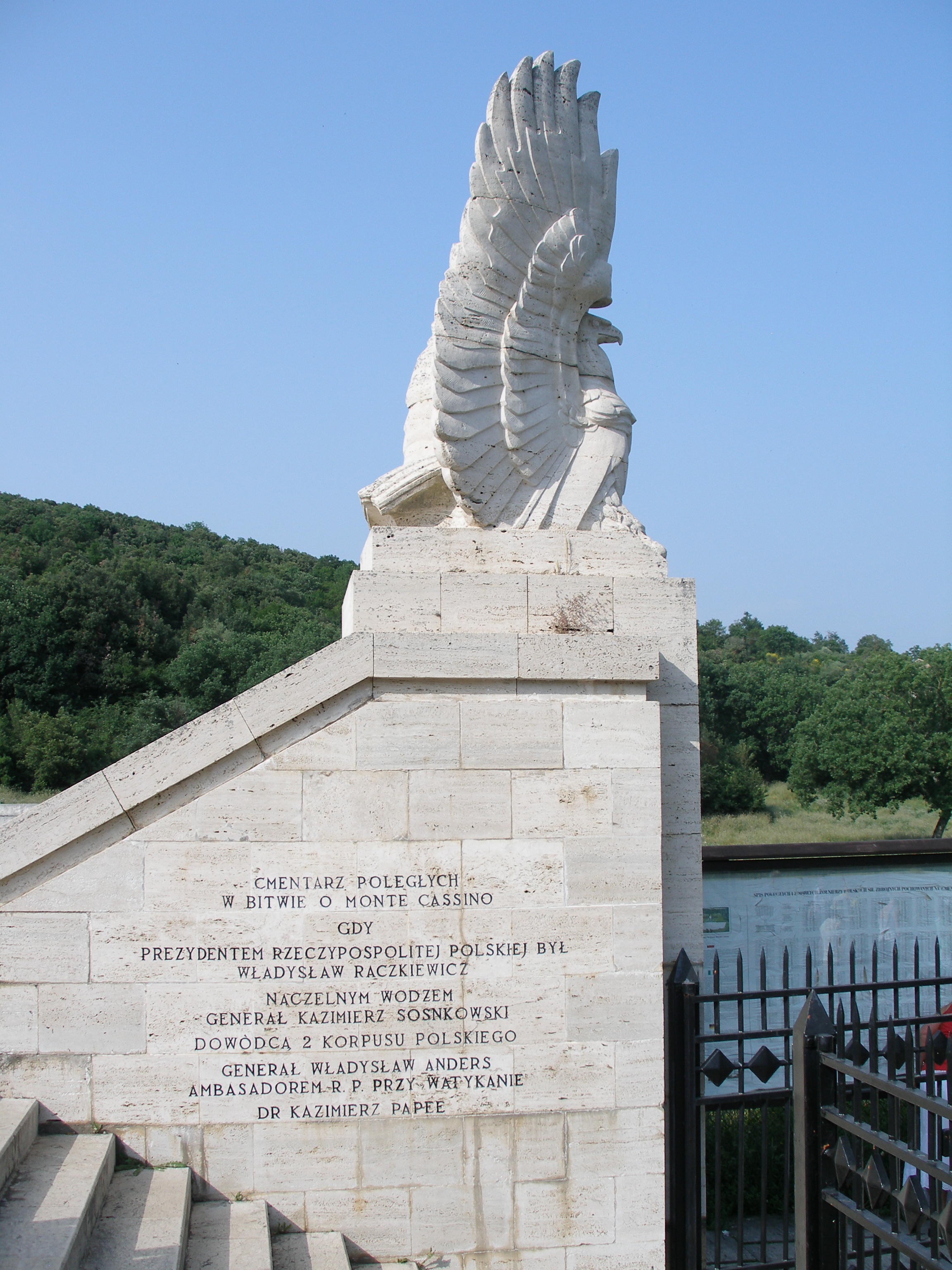
Rzeźba przy wejściu na Polski Cmentarz Wojenny

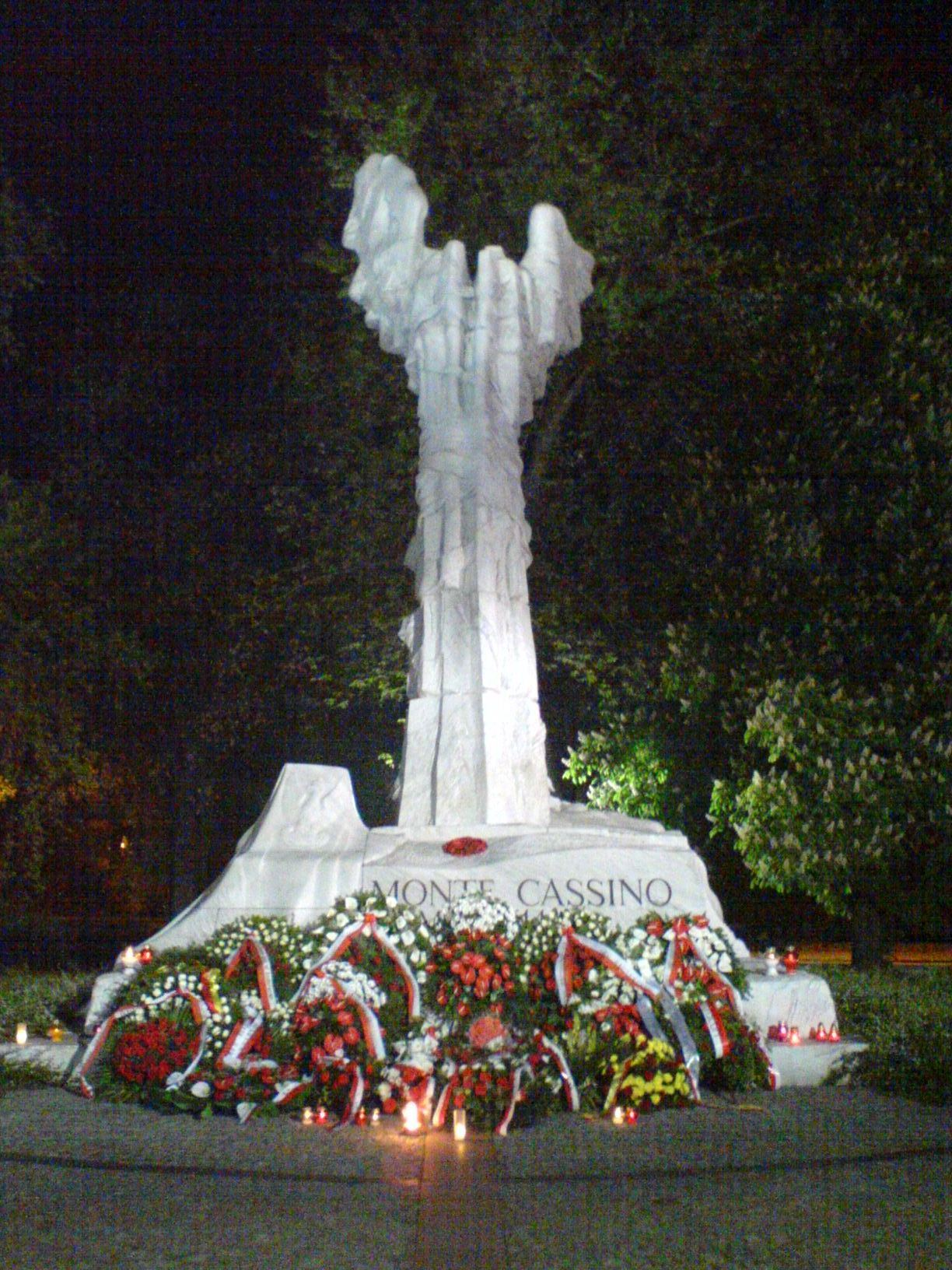
Pomnik Bitwy o Monte Cassino w Warszawie

Polski Cmentarz Wojenny na Monte Cassino powstał na przełomie 1944 i 1945 roku według projektu architektów Hryniewicza i Skolimowskiego. Budowę cmentarza nadzorował inż. Roman Wajda, uczestnik bitwy. Zbudowano go na płaskim odcinku terenu pomiędzy Monte Cassino i wzgórzem „593”, a więc w miejscu najbardziej wymownym. To właśnie tamtędy szły główne natarcia 3 Dywizji Strzelców Karpackich. Uroczyste oddanie nastąpiło 1 września 1945 roku. Zbudowali go żołnierze, uczestnicy bitwy. Spoczywa na nim 1072 poległych żołnierzy Rzeczypospolitej wszystkich narodowości (Polaków, Białorusinów, Ukraińców, Żydów) wyprowadzonych przez Władysława Andersa z ZSRR, z sowieckich obozów koncentracyjnych Archipelagu Gułag. W samej bitwie pod Monte Cassino liczba Żydów, Białorusinów i Ukraińców walczących po stronie wojsk polskich była jednakże w granicy błędu statystycznego. Sytuacja ta była spowodowana uznaniem przez Stalina w 1941 za Polaków tylko Polaków i Żydów z Polski centralnej. Pozostała ludność uznana była za obywateli sowieckich. Natomiast wielu żołnierzy pochodzenia żydowskiego dzięki tajnym (wbrew Brytyjczykom) ustaleniom z Andersem opuściło Armię Polską podejmując walkę o wolną Palestynę. Szacuje się, że z 4 tys. Żydów z Armii Andersa zdezerterowało w ten sposób ponad 3 tys. Żydów.
Żołnierze 2 Korpusu, po decyzjach konferencji jałtańskiej podporządkowujących Polskę ZSRR, w przeważającej większości nie mogli – i nie chcieli – z powodów politycznych powrócić do kraju, który uważali za zniewolony. Po przekształceniu PSZ w Polski Korpus Przysposobienia i Rozmieszczenia większość z nich pozostała na emigracji w Wielkiej Brytanii i krajach Imperium brytyjskiego (Kanada, RPA, Australia, Nowa Zelandia). Żołnierze, którzy zawierzając obietnicom władz komunistycznych, powrócili do Polski (ze 112-tysięcznego 2 Korpusu chęć powrotu zgłosiło 7 oficerów i 14,2 tys. żołnierzy) stali się obiektem obserwacji i prześladowań komunistycznych władz bezpieczeństwa (MBP, Informacja Wojskowa).
Generał Władysław Anders w swej ostatniej woli prosił, by mógł być pochowany wśród swoich żołnierzy pod Monte Cassino.
Cmentarz żołnierzy 2 Korpusu pod Monte Cassino jest dziś jednym z najważniejszych miejsc pamięci narodowej. Polacy nie zapominają o poległych pod Cassino żołnierzach, znicze są zawsze palone, setki krzyży ozdobiono różańcami. Cmentarz polskich żołnierzy ozdabiają wykute w kamieniu sentencje „Przechodniu powiedz Polsce, żeśmy polegli wierni w jej służbie” oraz „Za naszą i waszą wolność my żołnierze polscy oddaliśmy Bogu ducha, ciało ziemi włoskiej, a serca Polsce”.
Cmentarze żołnierzy innych narodowości poległych w bitwie znajdują się pod miastem Cassino – cmentarz angielski (5 tys. grobów) oraz niemiecki (około 7 tys. grobów, w większości bezimiennych).

## Podsumowanie
Bitwa o Monte Cassino trwała blisko pięć miesięcy, tyle też czasu straciły wojska alianckie, które dopiero w pierwszych dniach czerwca 1944 roku wkroczyły do Rzymu, a do granicy włosko-austriackiej dotarły na początku maja 1945 roku. Były to niezwykle krwawe i bezlitosne zmagania. W czasie całej kampanii włoskiej, która trwała od 3 września 1943 do 2 maja 1945 roku, alianci stracili blisko 312 tys., a Niemcy około 435 tys. zabitych i rannych, czyli łącznie dla obu stron średnio 1233 ludzi każdego dnia. Walki na linii Gustawa były najbardziej zacięte: Niemcy, Włosi, Amerykanie, Francuzi, Brytyjczycy, Hindusi, Nowozelandczycy, Maorysi, Polacy, Kanadyjczycy i Południowi Afrykanie stracili około 200 tys. żołnierzy w ciągu 129 dni.
Straty samego tylko 2 Korpusu Polskiego wyniosły 923 zabitych, 2931 rannych, 345 zaginionych (291 po bitwie wróciło do szeregów), w tym wielu oficerów.
Ze względu na udział wielu sprzymierzonych narodów bitwa ta jest uważana za „Bitwę narodów II wojny światowej”, opartą na podobieństwie bitwy pod Lipskiem w 1813.
Jednak tak ciężko okupione zwycięstwo nie zostało należycie wykorzystane, bowiem gen. Clark – zamiast odciąć 14 Armię i nie pozwolić się jej wycofać na linię Gotów – miał głównie na celu zdobycie Rzymu. Brytyjski korespondent wojenny kpt. Alan Whicker napisał, że „gdyby generał Clark służył w armii niemieckiej, Hitler kazał by go rozstrzelać”. Po wojnie żołnierzom 36. Dywizji Teksańskiej udało się skłonić Kongres Stanów Zjednoczonych do wszczęcia śledztwa w tej sprawie. Amerykańscy weterani wciąż żywią nienawiść do swojego dowódcy, gen. Marka Clarka, którego uważają za próżnego, bezdusznego i niekompetentnego.
Ta najcięższa spośród batalii, jakie stoczyli alianci zachodni przeciwko Niemcom w całej wojnie, była rezultatem strategicznego i taktycznego bałaganu.
Dowódcy alianccy starali się dowieść, że walki na linii Gustawa odciągnęły elitarne niemieckie jednostki i najlepszych generałów od lądowania w Normandii, które nastąpiło w dzień po wkroczeniu gen. Clarka do Rzymu. W rzeczywistości stało się dokładnie na odwrót: dla dokonania lądowania w południowej Francji, co nastąpiło 15 sierpnia 1944 roku, amerykańska 5 Armia musiała oddać swe najlepsze dywizje, tracąc wiele ze swej siły uderzeniowej i szans na szybkie dotarcie do Wiednia.
Historycy zachodni zgodnie źle oceniają kampanię włoską, a do bitwy o Monte Cassino odnoszą się szczególnie nieprzychylnie. J.F.C. Fuller w swym dziele Druga wojna światowa nazywa ją kampanią, która ze względu na brak sensu strategicznego i wyobraźni taktycznej jest czymś wyjątkowym w historii wojskowości, a John Ellis pisze o niewiele wartym zwycięstwie okupionym ogromnymi stratami, między innymi cytując taki dialog:

Młody amerykański strażnik zapytał niemieckiego jeńca: Jeśli jesteś taki twardy, to dlaczego ty jesteś w niewoli, a ja cię pilnuję? Niemiec opowiedział, jak dowodził sześcioma 88-milimetrowymi działami, strzelającymi do nadciągających amerykańskich czołgów. Amerykanie ciągle wysyłali drogą kolejne czołgi, a Niemcy nadal je unieszkodliwiali. W końcu – wyjaśnił Niemiec – nam zabrakło amunicji, a Amerykanom nie zabrakło czołgów.

W polskiej historiografii bitwa ta przedstawiana jest w sposób odmienny, głównie dzięki pisarstwu generała Andersa i Melchiora Wańkowicza, podkreślającemu straty, zaangażowanie i ofiarność polskiego żołnierza.
W Polsce zdobycie ruin Monte Cassino jest narodowym symbolem śmierci tysięcy polskich żołnierzy, którzy stracili życie walcząc po stronie aliantów zachodnich dla wyzwolenia Europy spod narodowego socjalizmu. Piosenka Czerwone maki na Monte Cassino, gloryfikuje heroiczną walkę polskiego korpusu.
W wielu krajach bitwa o Monte Cassino jest synonimem daremności wojny; zniszczenie klasztoru jako pomnik przeciwko wojnie i dla utrzymania pokoju.

## Odbiór w powojennej Polsce

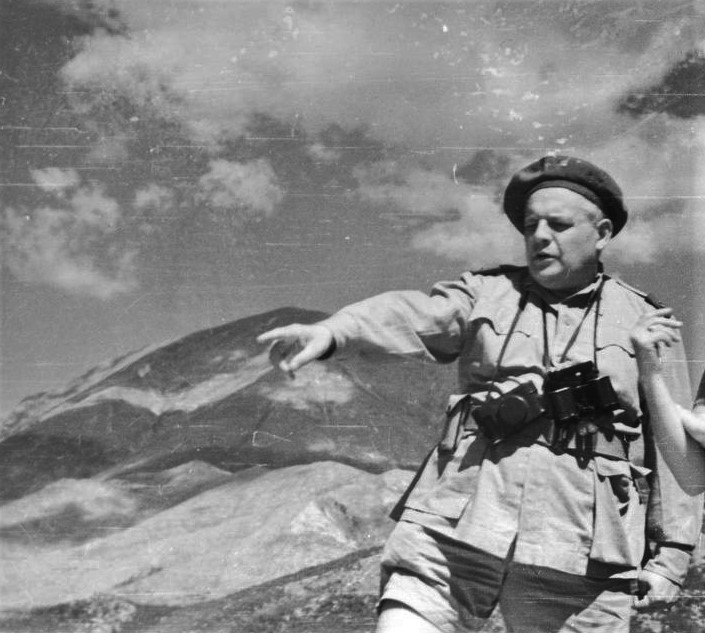
M. Wańkowicz na Monte Cassino

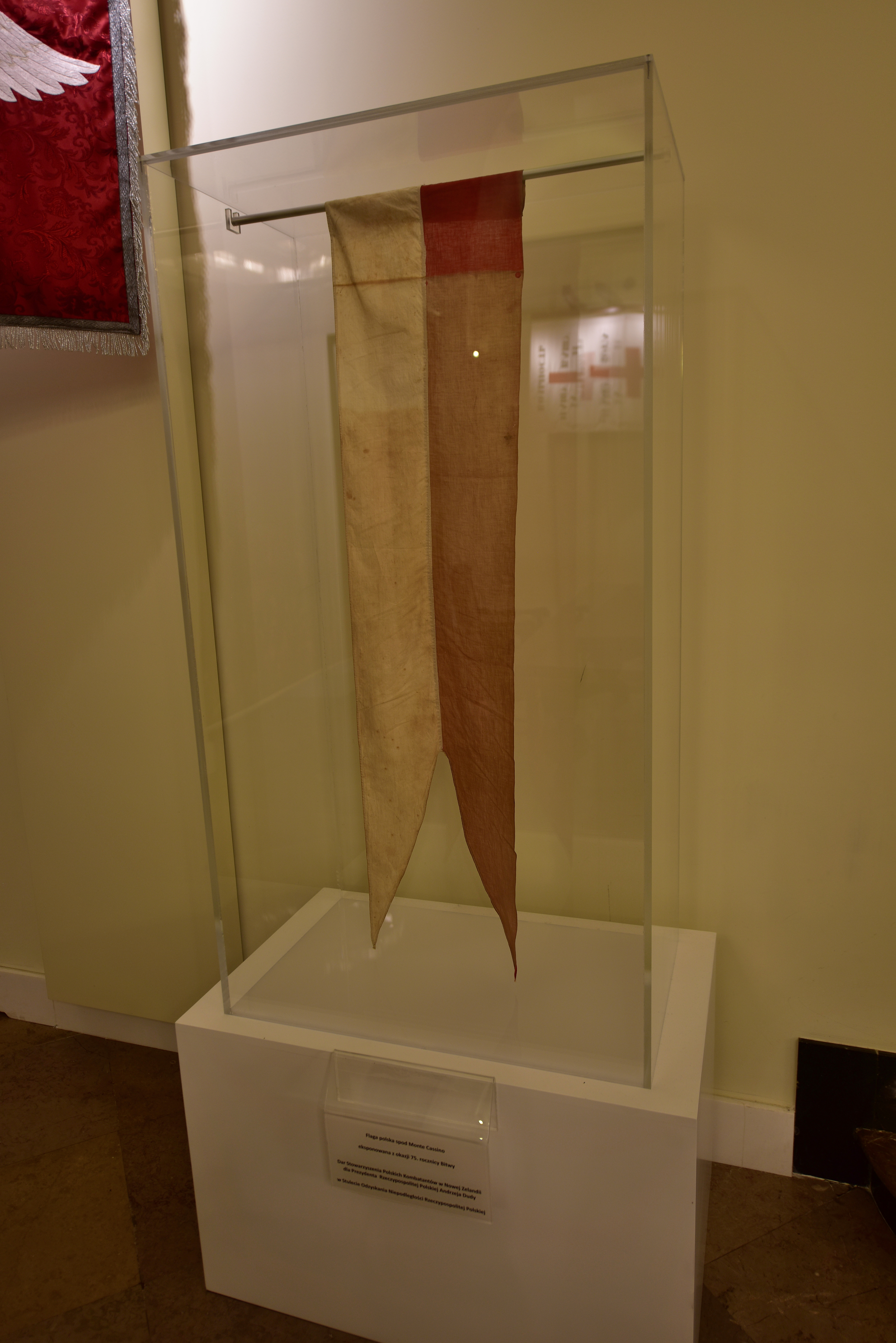
Polska flaga spod Monte Cassino eksponowana w Pałacu Prezydenckim w Warszawie

Władze komunistyczne w PRL starały się pomniejszyć wkład Polaków w zdobycie Monte Cassino. 
Feliks Konarski „Ref-Ren”, autor pieśni „Czerwone maki na Monte Cassino” stworzył – niejako niechcący – jeden z hymnów niepodległościowych, który egzystował przez dziesięciolecia istnienia PRL. Szczególnie w latach 1945–1956 – w pełni stalinowskiej dyktatury – był to utwór, którego – w opinii większości społeczeństwa – należało wysłuchiwać z powagą i do którego nie wolno było tańczyć.
Bitwę opisał Melchior Wańkowicz, w 1944 roku korespondent wojenny (mianował się nim sam, wbrew władzom polskim w Londynie), w serii reportaży i w 3-tomowej książce Bitwa o Monte Cassino, napisanej na podstawie relacji żołnierzy niemal wszystkich oddziałów i stopni, a wydanej w latach 1945–1947 w Rzymie i Mediolanie. Książkę tę wielokrotnie wydawano, ale jednocześnie krytykowano, zarzucając autorowi mijanie się z prawdą i nadmierną gloryfikację żołnierskich czynów. Odpowiadając na te zarzuty, znany brytyjski historyk Norman Davies w przedmowie do czwartego wydania Bitwy o Monte Cassino z roku 2009 napisał:

Zbyt często, w imię poszukiwania tak zwanej prawdy obiektywnej, historycy odzierają historię ludzkości z uczuć, emocji i moralnego wymiaru. Monte Cassino odarte z męstwa, rozpaczy, patriotyzmu, bólu i uniesienia nie byłoby Monte Cassino.

Po powrocie Wańkowicza do kraju w 1956 roku, opublikowano ocenzurowane wydanie jego reportażu Monte Cassino w 1957 i Szkice spod Monte Cassino w 1969 roku (w obu unikano wymieniania nazwiska gen. Andersa), z którego to powodu autor był krytykowany przez środowiska emigracyjne. W książce Aleksandry Ziółkowskiej-Boehm Amerykanie z wyboru i inni, oraz w książce Mateusza Biskupa – Śladami zapomnianych bohaterów znajduje się wywiad ze Zdzisławem Julianem Starosteckim (konstruktorem głowicy rakiety „Patriot”), opisujący inaczej niż Wańkowicz przebieg wypadków podczas decydujących momentów bitwy. Nie zmienia to jednak zasadniczej oceny opisu i znaczenia wysiłku II Korpusu Polskiego w bitwie o Monte Cassino i w całej kampanii włoskiej.
18 maja 1957 roku, po raz pierwszy po okresie stalinowskim, odbyła się w Warszawie uroczysta akademia z okazji rocznicy bitwy, a w 1959 roku delegacja władz PRL złożyła kwiaty na grobach 1000 żołnierzy na cmentarzu pod Monte Cassino. W 1969 roku delagacji rządu PRL na obchodach 25-lecia bitwy przewodniczył Szef Urzędu Rady Ministrów, przewodniczący Rady Ochrony Pamięci Walk i Męczeństwa Janusz Wieczorek.
W 1984 roku Poczta Polska wprowadziła do obiegu znaczek pocztowy z okazji 40. rocznicy bitwy.
Wielokrotnie o bitwie wypowiadał się Jan Paweł II. W 1984 roku, w 40. rocznicę walk o Monte Cassino, podkreślał: „Żołnierz polski walczył i umierał, wierząc, że przez swoją ofiarę kładzie podwaliny pod budowę lepszego świata, świata bardziej ludzkiego”.

## Upamiętnienie
Walki żołnierza polskiego o Monte Cassino zostały upamiętnione na Grobie Nieznanego Żołnierza w Warszawie napisem na jednej z tablic, po 1945 r. „MONTE CASSINO 11 – 18 V 1944”, a po 1990 „MONTE CASSINO 11 – 25 V 1944” oraz napisem „MONTE CASSINO” na zniczu Grobu Nieznanego Żołnierza w Krakowie.
Od 24 listopada 1961 ulica w Warszawie, na terenie obecnej dzielnicy Wola, nosi nazwę Monte Cassino. Od 1991 roku nazwę Monte Cassino nosi także ulica w Krakowie. W Sopocie natomiast znajduje się ulica Bohaterów Monte Cassino.
W 1946 roku żołnierze 2 Korpusu nakręcili we Włoszech film Wielka droga opowiadający m.in. o Monte Cassino. W 2024 roku ukazał się film fabularny Czerwone maki opowiadający o bitwie z perspektywy młodego chłopaka Jędrka.